# Чемпіонат Європи з футболу 2024 (склади команд)
Участь у чемпіонати Європи з футболу 2024 року, що відбудеться з 14 червня до 14 липня 2024 року, візьмуть 24 національні збірні. Кожна із команд до 7 червня 2024 року має подати заявку на турнір, що має включати від 23 до 26 гравців, включаючи трьох голкіперів. Право участі в іграх чемпіонату матимуть лише гравці, включені до цих загальних заявок на турнір, при цьому на кожну конкретну гру подаватиметься окрема заявка із 23 футболістів.
Початково передбачалося, що заявка кожної команди на турнір буде обмежена 23 гравцями, однак на засіданні Виконавчого Комітету УЄФА 3 травня 2024 цей ліміт було підвищено.
У випадку отримання гравцем травми до проведення першої гри його команди на чемпіонаті, команда матиме право замінити його у заявці іншим гравцем, утім для цього важкість травми або захворювання має бути підтверджена як командним доктором, так і представником Медичного Комітету УЄФА. При цьому воротаря у випадку захворювання або травми можна буде замінити у заявці й після старту команди на чемпіонаті. Повернення до заявки гравця, що був раніше замінений на іншого, не дозволяється.
У списках нижче вік гравців наводиться станом на 14 червня 2024 року, перший день чемпіонату. Клубна приналежність наведена відповідно до останнього офіційного матчу, проведеного відповідним гравцем на клубному рівні до початку чемпіонату.

## Група A

### Німеччина
Головний тренер: Юліан Нагельсманн
Попередній склад збірної Німеччини із 27 гравців було оголошено 16 травня 2024. 7 червня було оголошено остаточний склад, з якого було виключено воротаря Александера Нюбеля. 12 червня через хворобу був виключений зі складу збірної Александар Павлович, а його замінив Емре Джан.
| №  | Поз. | Гравець                  | Дата народження (вік)          | Ігри | Голи | Клуб                          |
| -- | ---- | ------------------------ | ------------------------------ | ---- | ---- | ----------------------------- |
| 1  | ВР   | Мануель Ноєр             | 27 березня 1986 (вік 38 років) | 119  | 0    | Баварія (Мюнхен)              |
| 2  | ЗХ   | Антоніо Рюдігер          | 3 березня 1993 (вік 31 рік)    | 69   | 3    | Реал Мадрид                   |
| 3  | ЗХ   | Давід Раум               | 22 квітня 1998 (вік 26 років)  | 21   | 0    | РБ Лейпциг                    |
| 4  | ЗХ   | Йонатан Та               | 11 лютого 1996 (вік 28 років)  | 25   | 0    | Баєр 04                       |
| 5  | ПЗ   | Паскаль Грос             | 15 червня 1991 (вік 32 роки)   | 7    | 1    | Брайтон енд Гоув Альбіон      |
| 6  | ЗХ   | Йозуа Кімміх             | 8 лютого 1995 (вік 29 років)   | 86   | 6    | Баварія (Мюнхен)              |
| 7  | НП   | Кай Гаверц               | 11 червня 1999 (вік 25 років)  | 46   | 16   | Арсенал (Лондон)              |
| 8  | ПЗ   | Тоні Кроос               | 4 січня 1990 (вік 34 роки)     | 109  | 17   | Реал Мадрид                   |
| 9  | НП   | Ніклас Фюллькруг         | 9 лютого 1993 (вік 31 рік)     | 16   | 11   | Боруссія (Дортмунд)           |
| 10 | ПЗ   | Джамал Мусіала           | 26 лютого 2003 (вік 21 рік)    | 29   | 2    | Баварія (Мюнхен)              |
| 11 | ПЗ   | Кріс Фюріх               | 9 січня 1998 (вік 26 років)    | 4    | 0    | Штутгарт                      |
| 12 | ВР   | Олівер Бауманн           | 2 червня 1990 (вік 34 роки)    | 0    | 0    | Гоффенгайм 1899               |
| 13 | НП   | Томас Мюллер             | 13 вересня 1989 (вік 34 роки)  | 129  | 45   | Баварія (Мюнхен)              |
| 14 | НП   | Максіміліан Беєр         | 17 жовтня 2002 (вік 21 рік)    | 1    | 0    | Гоффенгайм 1899               |
| 15 | ЗХ   | Ніко Шлоттербек          | 1 грудня 1999 (вік 24 роки)    | 12   | 0    | Боруссія (Дортмунд)           |
| 16 | ЗХ   | Вальдемар Антон          | 20 липня 1996 (вік 27 років)   | 2    | 0    | Штутгарт                      |
| 17 | ПЗ   | Флоріан Віртц            | 3 травня 2003 (вік 21 рік)     | 18   | 1    | Баєр 04                       |
| 18 | ЗХ   | Максіміліан Міттельштадт | 18 березня 1997 (вік 27 років) | 4    | 1    | Штутгарт                      |
| 19 | ПЗ   | Лерой Зане               | 11 січня 1996 (вік 28 років)   | 60   | 13   | Баварія (Мюнхен)              |
| 20 | ЗХ   | Беньямін Генрікс         | 23 лютого 1997 (вік 27 років)  | 15   | 0    | РБ Лейпциг                    |
| 21 | ПЗ   | Ілкай Гюндоган (капітан) | 24 жовтня 1990 (вік 33 роки)   | 77   | 18   | Барселона                     |
| 22 | ВР   | Марк-Андре тер Стеген    | 30 квітня 1992 (вік 32 роки)   | 40   | 0    | Барселона                     |
| 23 | ПЗ   | Роберт Андріх            | 22 вересня 1994 (вік 29 років) | 5    | 0    | Баєр 04                       |
| 24 | ЗХ   | Робін Кох                | 17 липня 1996 (вік 27 років)   | 9    | 0    | Айнтрахт (Франкфурт-на-Майні) |
| 25 | ПЗ   | Емре Джан                | 12 січня 1994 (вік 30 років)   | 43   | 1    | Боруссія (Дортмунд)           |
| 26 | НП   | Деніз Ундав              | 19 липня 1996 (вік 27 років)   | 2    | 0    | Штутгарт                      |

### Шотландія
Головний тренер: Стів Кларк
22 травня 2024 року збірна Шотландії оголосила свою попередню розширену заявку на турнір з 28 гравців. 1 червня 2024 року, Ліндон Дайкс вибув через травму. 4 червня 2024 року, Бен Доук був замінений у складі на Томмі Конвей. 6 червня 2024 року, Льюїс Морган був викликаний до складу. 7 червня 2024 року було оголошено фінальний склад з якого були виключені Крейг Гордон та Джон Сауттар.
| №  | Поз. | Гравець                   | Дата народження (вік)            | Ігри | Голи | Клуб                     |
| -- | ---- | ------------------------- | -------------------------------- | ---- | ---- | ------------------------ |
| 1  | ВР   | Ангус Ганн                | 22 січня 1996 (вік 28 років)     | 10   | 0    | Норвіч Сіті              |
| 2  | ЗХ   | Ентоні Ралстон            | 16 листопада 1998 (вік 25 років) | 9    | 1    | Селтік                   |
| 3  | ЗХ   | Ендрю Робертсон (капітан) | 11 березня 1994 (вік 30 років)   | 71   | 3    | Ліверпуль                |
| 4  | ПЗ   | Скотт Мактоміней          | 8 грудня 1996 (вік 27 років)     | 49   | 8    | Манчестер Юнайтед        |
| 5  | ЗХ   | Грант Генлі               | 20 листопада 1991 (вік 32 роки)  | 50   | 2    | Норвіч Сіті              |
| 6  | ЗХ   | Кіран Тірні               | 5 червня 1997 (вік 27 років)     | 45   | 1    | Реал Сосьєдад            |
| 7  | ПЗ   | Джон Макгінн              | 18 жовтня 1994 (вік 29 років)    | 66   | 18   | Астон Вілла              |
| 8  | ПЗ   | Каллум Макгрегор          | 14 червня 1993 (вік 31 рік)      | 60   | 3    | Селтік                   |
| 9  | НП   | Лоуренс Шенкленд          | 10 серпня 1995 (вік 28 років)    | 11   | 3    | Гарт оф Мідлотіан        |
| 10 | НП   | Че Адамс                  | 13 липня 1996 (вік 27 років)     | 30   | 6    | Саутгемптон              |
| 11 | ПЗ   | Раян Крісті               | 22 лютого 1995 (вік 29 років)    | 49   | 6    | Борнмут                  |
| 12 | ВР   | Ліам Келлі                | 23 січня 1996 (вік 28 років)     | 1    | 0    | Мотервелл                |
| 13 | ЗХ   | Джек Гендрі               | 7 травня 1995 (вік 29 років)     | 31   | 3    | Аль-Іттіфак              |
| 14 | ПЗ   | Біллі Гілмор              | 11 червня 2001 (вік 23 роки)     | 27   | 1    | Брайтон енд Гоув Альбіон |
| 15 | ЗХ   | Раян Портеус              | 25 березня 1999 (вік 25 років)   | 11   | 1    | Вотфорд                  |
| 16 | ЗХ   | Ліам Купер                | 30 серпня 1991 (вік 32 роки)     | 19   | 0    | Лідс Юнайтед             |
| 17 | ПЗ   | Стюарт Армстронг          | 30 березня 1992 (вік 32 роки)    | 50   | 5    | Саутгемптон              |
| 18 | ПЗ   | Льюїс Морган              | 30 вересня 1996 (вік 27 років)   | 3    | 0    | Нью-Йорк Ред Буллз       |
| 19 | ПЗ   | Томмі Конвей              | 6 серпня 2002 (вік 21 рік)       | 1    | 0    | Бристоль Сіті            |
| 20 | ПЗ   | Раян Джек                 | 27 лютого 1992 (вік 32 роки)     | 20   | 0    | Рейнджерс                |
| 21 | ВР   | Зандер Кларк              | 26 червня 1992 (вік 31 рік)      | 4    | 0    | Гарт оф Мідлотіан        |
| 22 | ЗХ   | Росс Маккрорі             | 18 березня 1998 (вік 26 років)   | 1    | 0    | Бристоль Сіті            |
| 23 | ПЗ   | Кенні Маклін              | 8 січня 1992 (вік 32 роки)       | 39   | 2    | Норвіч Сіті              |
| 24 | ЗХ   | Грег Тейлор               | 5 листопада 1997 (вік 26 років)  | 14   | 0    | Селтік                   |
| 25 | НП   | Джеймс Форрест            | 7 липня 1991 (вік 32 роки)       | 39   | 5    | Селтік                   |
| 26 | ЗХ   | Скотт Маккенна            | 12 листопада 1996 (вік 27 років) | 35   | 1    | Копенгаген               |

### Угорщина
Головний тренер:  Марко Россі
Збірна Угорщини оголосила свою остаточну заявку із 26 гравців 14 травня 2024 року. Россі також назвав резервних гравців, що можуть замінити гравців у заявці на випадок ушкодження, — Крістіан Лістеш, Аттіла Мочі, Балаж Тот, Залан Ванча та Балінт Вечей.
| №  | Поз. | Гравець                    | Дата народження (вік)           | Ігри | Голи | Клуб              |
| -- | ---- | -------------------------- | ------------------------------- | ---- | ---- | ----------------- |
| 1  | ВР   | Петер Гулачі               | 6 травня 1990 (вік 34 роки)     | 53   | 0    | РБ Лейпциг        |
| 2  | ЗХ   | Адам Ланг                  | 17 січня 1993 (вік 31 рік)      | 68   | 2    | Омонія            |
| 3  | ЗХ   | Ботонд Балог               | 6 червня 2002 (вік 22 роки)     | 4    | 0    | Парма             |
| 4  | ЗХ   | Аттіла Салаї               | 20 січня 1998 (вік 26 років)    | 43   | 1    | Фрайбург          |
| 5  | ЗХ   | Аттіла Фіола               | 17 лютого 1990 (вік 34 роки)    | 56   | 2    | Фегервар          |
| 6  | ЗХ   | Віллі Орбан                | 3 листопада 1992 (вік 31 рік)   | 44   | 6    | РБ Лейпциг        |
| 7  | ЗХ   | Лоїк Него                  | 15 січня 1991 (вік 33 роки)     | 36   | 2    | Гавр              |
| 8  | ПЗ   | Адам Надь                  | 17 червня 1995 (вік 28 років)   | 80   | 2    | Спеція            |
| 9  | НП   | Мартін Адам                | 6 листопада 1994 (вік 29 років) | 21   | 3    | Ульсан Хьонде     |
| 10 | ПЗ   | Домінік Собослаї (капітан) | 25 жовтня 2000 (вік 23 роки)    | 41   | 12   | Ліверпуль         |
| 11 | ЗХ   | Мілош Керкез               | 7 листопада 2003 (вік 20 років) | 15   | 0    | Борнмут           |
| 12 | ВР   | Денеш Дібус                | 16 листопада 1990 (вік 33 роки) | 36   | 0    | Ференцварош       |
| 13 | ПЗ   | Андраш Шефер               | 13 квітня 1999 (вік 25 років)   | 25   | 3    | Уніон (Берлін)    |
| 14 | ПЗ   | Бендегуз Болла             | 22 листопада 1999 (вік 24 роки) | 16   | 0    | Серветт           |
| 15 | ПЗ   | Ласло Кляйнгайслер         | 8 квітня 1994 (вік 30 років)    | 50   | 3    | Хайдук (Спліт)    |
| 16 | ПЗ   | Даніель Газдаг             | 2 березня 1996 (вік 28 років)   | 24   | 4    | Філадельфія Юніон |
| 17 | ПЗ   | Каллум Стайлз              | 28 березня 2000 (вік 24 роки)   | 21   | 0    | Сандерленд        |
| 18 | ЗХ   | Жолт Надь                  | 25 травня 1993 (вік 31 рік)     | 19   | 3    | Академія Пушкаша  |
| 19 | НП   | Барнабаш Варга             | 25 жовтня 1994 (вік 29 років)   | 10   | 4    | Ференцварош       |
| 20 | НП   | Роланд Шаллаї              | 22 травня 1997 (вік 27 років)   | 48   | 12   | Фрайбург          |
| 21 | ЗХ   | Ендре Ботка                | 25 серпня 1994 (вік 29 років)   | 26   | 1    | Ференцварош       |
| 22 | ВР   | Петер Саппанош             | 14 листопада 1990 (вік 33 роки) | 1    | 0    | Пакш              |
| 23 | НП   | Кевін Чобот                | 20 червня 2000 (вік 23 роки)    | 7    | 0    | Уйпешт            |
| 24 | ЗХ   | Мартон Дардаї              | 12 лютого 2002 (вік 22 роки)    | 3    | 0    | Герта (Берлін)    |
| 25 | ПЗ   | Крістофер Горват           | 8 січня 2002 (вік 22 роки)      | 2    | 0    | Кечкемет          |
| 26 | ПЗ   | Міхай Ката                 | 13 квітня 2002 (вік 22 роки)    | 3    | 0    | МТК (Будапешт)    |

### Швейцарія
Головний тренер: Мурат Якін
17 травня 2024 року збірна Швейцарії оголосила попередню заявку із 38 гравців. 29 травня 2024 року Якін оголосив, що Орель Аменда, Уліссес Гарсія, Жоель Монтейро, Браян Окоч та Бечир Омерагич виключені із заявки, яка таким чином скоротилася до 33 футболістів.
5 червня заявку збірної залишили Кевін Мбабу, Філіп Угринич, Албіан Хайдарі, Марвін Келлер і Паскаль Лорец. А остаточний вигляд заявка отримала 7 червня, коли з неї був виключений Анді Зечірі.
| №  | Поз. | Гравець                | Дата народження (вік)            | Ігри | Голи | Клуб                     |
| -- | ---- | ---------------------- | -------------------------------- | ---- | ---- | ------------------------ |
| 1  | ВР   | Янн Зоммер             | 17 грудня 1988 (вік 35 років)    | 88   | 0    | Інтернаціонале           |
| 2  | ЗХ   | Леонідас Стергіу       | 3 березня 2002 (вік 22 роки)     | 1    | 0    | Штутгарт                 |
| 3  | ЗХ   | Сільван Відмер         | 5 березня 1993 (вік 31 рік)      | 41   | 3    | Майнц 05                 |
| 4  | ЗХ   | Ніко Ельведі           | 30 вересня 1996 (вік 27 років)   | 51   | 1    | Боруссія (Менхенгладбах) |
| 5  | ЗХ   | Мануель Аканджі        | 19 липня 1995 (вік 28 років)     | 58   | 3    | Манчестер Сіті           |
| 6  | ПЗ   | Деніс Закарія          | 20 листопада 1996 (вік 27 років) | 54   | 3    | Монако                   |
| 7  | НП   | Брель Емболо           | 14 лютого 1997 (вік 27 років)    | 63   | 13   | Монако                   |
| 8  | ПЗ   | Ремо Фройлер           | 15 квітня 1992 (вік 32 роки)     | 65   | 8    | Болонья                  |
| 9  | НП   | Ноа Окафор             | 24 травня 2000 (вік 24 роки)     | 21   | 2    | Мілан                    |
| 10 | ПЗ   | Граніт Джака (капітан) | 27 вересня 1992 (вік 31 рік)     | 123  | 14   | Баєр 04                  |
| 11 | НП   | Ренато Штеффен         | 3 листопада 1991 (вік 32 роки)   | 39   | 4    | Лугано                   |
| 12 | ВР   | Івон Мвого             | 6 червня 1994 (вік 30 років)     | 8    | 0    | Лор'ян                   |
| 13 | ЗХ   | Рікардо Родрігес       | 25 серпня 1992 (вік 31 рік)      | 114  | 9    | Торіно                   |
| 14 | НП   | Стівен Цубер           | 17 серпня 1991 (вік 32 роки)     | 52   | 10   | АЕК (Афіни)              |
| 15 | ЗХ   | Седрік Цезігер         | 24 червня 1998 (вік 25 років)    | 3    | 0    | Вольфсбург               |
| 16 | ПЗ   | Венсан Сьєрро          | 8 жовтня 1995 (вік 28 років)     | 1    | 0    | Тулуза                   |
| 17 | НП   | Рубен Варгас           | 5 серпня 1998 (вік 25 років)     | 41   | 7    | Аугсбург                 |
| 18 | НП   | Квадво Дуа             | 24 лютого 1997 (вік 27 років)    | 0    | 0    | Лудогорець               |
| 19 | НП   | Дан Ндоє               | 25 жовтня 2000 (вік 23 роки)     | 9    | 0    | Болонья                  |
| 20 | ПЗ   | Мішель Ебішер          | 6 січня 1997 (вік 27 років)      | 18   | 0    | Болонья                  |
| 21 | ВР   | Грегор Кобель          | 6 грудня 1997 (вік 26 років)     | 5    | 0    | Боруссія (Дортмунд)      |
| 22 | ЗХ   | Фабіан Шер             | 20 грудня 1991 (вік 32 роки)     | 80   | 8    | Ньюкасл Юнайтед          |
| 23 | ПЗ   | Джердан Шачірі         | 10 жовтня 1991 (вік 32 роки)     | 121  | 30   | Чикаго Файр              |
| 24 | ПЗ   | Ардон Яшарі            | 30 липня 2002 (вік 21 рік)       | 2    | 0    | Люцерн                   |
| 25 | НП   | Зекі Амдуні            | 4 грудня 2000 (вік 23 роки)      | 13   | 6    | Бернлі                   |
| 26 | ПЗ   | Фабіан Рідер           | 16 лютого 2002 (вік 22 роки)     | 4    | 0    | Ренн                     |

## Група B

### Іспанія
Головний тренер: Луїс де ла Фуенте
Збірна Іспанії 27 травня 2024 року оголосила попередню заявку із 29 гравців. 7 червня було оголошено остаточну заявку, з якої були виключені Пау Кубарсі, Алеш Гарсія та Маркос Льоренте 
| №  | Поз. | Гравець                  | Дата народження (вік)        | Ігри | Голи | Клуб              |
| -- | ---- | ------------------------ | ---------------------------- | ---- | ---- | ----------------- |
| 23 | ВР   | Унаї Сімон               | 11 червня 1997 (28 років)    | 39   | 0    | Атлетік (Більбао) |
| 1  | ВР   | Давід Рая                | 15 вересня 1995 (29 років)   | 4    | 0    | Арсенал (Лондон)  |
| 13 | ВР   | Алекс Реміро             | 24 березня 1995 (30 років)   | 1    | 0    | Реал Сосьєдад     |
|    |      |                          |                              |      |      |                   |
| 22 | ЗХ   | Хесус Навас              | 21 листопада 1985 (39 років) | 51   | 5    | Севілья           |
| 2  | ЗХ   | Данієль Карвахаль        | 11 січня 1992 (33 роки)      | 43   | 0    | Реал Мадрид       |
| 14 | ЗХ   | Емерік Лапорт            | 27 травня 1994 (31 рік)      | 28   | 1    | Ан-Наср (Ер-Ріяд) |
| 4  | ЗХ   | Начо                     | 18 січня 1990 (35 років)     | 24   | 1    | Реал Мадрид       |
| 3  | ЗХ   | Робен Ле Норман          | 11 листопада 1996 (28 років) | 9    | 1    | Реал Сосьєдад     |
| 24 | ЗХ   | Марк Кукурелья           | 22 липня 1998 (27 років)     | 2    | 0    | Челсі             |
| 12 | ЗХ   | Алехандро Грімальдо      | 20 вересня 1995 (29 років)   | 2    | 0    | Баєр 04           |
| 5  | ЗХ   | Даніель Вівіан           | 5 липня 1999 (26 років)      | 1    | 0    | Атлетік (Більбао) |
|    |      |                          |                              |      |      |                   |
| 16 | ПЗ   | Родрі                    | 22 червня 1996 (29 років)    | 49   | 3    | Манчестер Сіті    |
| 8  | ПЗ   | Фабіан Руїс              | 3 квітня 1996 (29 років)     | 22   | 1    | Парі Сен-Жермен   |
| 6  | ПЗ   | Мікель Меріно            | 22 червня 1996 (29 років)    | 20   | 1    | Реал Сосьєдад     |
| 20 | ПЗ   | Педрі                    | 25 листопада 2002 (22 роки)  | 18   | 0    | Барселона         |
| 18 | ПЗ   | Мартін Субіменді         | 2 лютого 1999 (26 років)     | 5    | 0    | Реал Сосьєдад     |
| 15 | ПЗ   | Алекс Баена              | 20 липня 2001 (24 роки)      | 2    | 1    | Вільярреал        |
| 25 | ПЗ   | Фермін Лопес             | 11 травня 2003 (22 роки)     | 0    | 0    | Барселона         |
|    |      |                          |                              |      |      |                   |
| 7  | НП   | Альваро Мората (капітан) | 23 жовтня 1992 (32 роки)     | 71   | 34   | Атлетіко (Мадрид) |
| 11 | НП   | Ферран Торрес            | 29 лютого 2000 (25 років)    | 40   | 18   | Барселона         |
| 10 | НП   | Дані Ольмо               | 7 травня 1998 (27 років)     | 33   | 8    | РБ Лейпциг        |
| 21 | НП   | Мікель Оярсабаль         | 21 квітня 1997 (28 років)    | 28   | 7    | Реал Сосьєдад     |
| 17 | НП   | Ніко Вільямс             | 12 липня 2002 (23 роки)      | 13   | 2    | Атлетік (Більбао) |
| 9  | НП   | Хоселу                   | 27 березня 1990 (35 років)   | 10   | 5    | Реал Мадрид       |
| 19 | НП   | Ламін Ямаль              | 13 липня 2007 (18 років)     | 6    | 2    | Барселона         |
| 26 | НП   | Айосе Перес              | 29 липня 1993 (32 роки)      | 0    | 0    | Реал Бетіс        |

### Хорватія
Головний тренер: Златко Далич
Збірна Хорватії оголосила свою остаточну заявку із 26 гравців 20 травня 2024 року. Крім того було названо 9 резервних гравців на випадок травми когось з основних.
| №  | Поз. | Гравець               | Дата народження (вік)            | Ігри | Голи | Клуб                 |
| -- | ---- | --------------------- | -------------------------------- | ---- | ---- | -------------------- |
| 1  | ВР   | Доминик Ливакович     | 9 січня 1995 (вік 29 років)      | 52   | 0    | Фенербахче           |
| 23 | ВР   | Івиця Івушич          | 1 лютого 1995 (вік 29 років)     | 6    | 0    | Пафос                |
| 12 | ВР   | Недилько Лабрович     | 10 жовтня 1999 (вік 24 роки)     | 1    | 0    | Рієка                |
|    |      |                       |                                  |      |      |                      |
| 21 | ЗХ   | Домагой Віда          | 29 квітня 1989 (вік 35 років)    | 104  | 4    | АЕК                  |
| 22 | ЗХ   | Йосип Юранович        | 16 серпня 1995 (вік 28 років)    | 36   | 0    | Уніон (Берлін)       |
| 4  | ЗХ   | Йошко Гвардіол        | 23 січня 2002 (вік 22 роки)      | 29   | 2    | Манчестер Сіті       |
| 19 | ЗХ   | Борна Соса            | 21 січня 1998 (вік 26 років)     | 19   | 1    | Аякс (Амстердам)     |
| 2  | ЗХ   | Йосип Станішич        | 2 квітня 2000 (вік 24 роки)      | 17   | 0    | Баєр 04              |
| 6  | ЗХ   | Йосип Шутало          | 28 лютого 2000 (вік 24 роки)     | 13   | 0    | Аякс (Амстердам)     |
| 5  | ЗХ   | Мартін Ерлич          | 24 січня 1998 (вік 26 років)     | 8    | 0    | Сассуоло             |
| 3  | ЗХ   | Марин Понграчич       | 11 вересня 1997 (вік 26 років)   | 6    | 0    | Лечче                |
|    |      |                       |                                  |      |      |                      |
| 10 | ПЗ   | Лука Модрич (капітан) | 9 вересня 1985 (вік 38 років)    | 174  | 24   | Реал Мадрид          |
| 8  | ПЗ   | Матео Ковачич         | 6 травня 1994 (вік 30 років)     | 99   | 5    | Манчестер Сіті       |
| 11 | ПЗ   | Марцело Брозович      | 16 листопада 1992 (вік 31 рік)   | 95   | 7    | Ан-Наср (Ер-Ріяд)    |
| 15 | ПЗ   | Маріо Пашалич         | 9 лютого 1995 (вік 29 років)     | 62   | 10   | Аталанта             |
| 13 | ПЗ   | Никола Влашич         | 4 жовтня 1997 (вік 26 років)     | 55   | 8    | Торіно               |
| 7  | ПЗ   | Ловро Маєр            | 17 січня 1998 (вік 26 років)     | 29   | 6    | Вольфсбург           |
| 18 | ПЗ   | Лука Іванушець        | 26 листопада 1998 (вік 25 років) | 19   | 2    | Феєнорд              |
| 25 | ПЗ   | Лука Сучич            | 8 вересня 2002 (вік 21 рік)      | 5    | 0    | Ред Булл (Зальцбург) |
| 26 | ПЗ   | Мартин Батурина       | 16 лютого 2003 (вік 21 рік)      | 2    | 0    | Динамо (Загреб)      |
|    |      |                       |                                  |      |      |                      |
| 14 | НП   | Іван Перишич          | 2 лютого 1989 (вік 35 років)     | 129  | 33   | Хайдук (Спліт)       |
| 9  | НП   | Андрей Крамарич       | 19 червня 1991 (вік 32 роки)     | 91   | 28   | Гоффенгайм 1899      |
| 17 | НП   | Бруно Петкович        | 16 вересня 1994 (вік 29 років)   | 36   | 11   | Динамо (Загреб)      |
| 20 | НП   | Марко П'яца           | 6 травня 1995 (вік 29 років)     | 25   | 1    | Рієка                |
| 16 | НП   | Анте Будимир          | 22 липня 1991 (вік 32 роки)      | 19   | 2    | Осасуна              |
| 24 | НП   | Марко Пашалич         | 14 вересня 2000 (вік 23 роки)    | 4    | 0    | Рієка                |

### Італія
Головний тренер: Лучано Спаллетті
Збірна Італії оголосила попередню розширену заявку із 30 гравців 23 травня 2024 року. 30 травня 2024 року Франческо Ачербі був виключений із складу через травму. 2 червня 2024 року Джорджо Скальвіні був виключений із заявки через травму, а наступного дня Федеріко Гатті його замінив у складі. 6 червня 2024 року було оголошено остаточний склад, з якого були виключені Іван Проведель, Самуеле Річчі та Ріккардо Орсоліні.
| №  | Поз. | Гравець                         | Дата народження (вік)            | Ігри | Голи | Клуб              |
| -- | ---- | ------------------------------- | -------------------------------- | ---- | ---- | ----------------- |
| 1  | ВР   | Джанлуїджі Доннарумма (капітан) | 25 лютого 1999 (вік 25 років)    | 61   | 0    | Парі Сен-Жермен   |
| 2  | ЗХ   | Джованні Ді Лоренцо             | 4 серпня 1993 (вік 30 років)     | 35   | 3    | Наполі            |
| 3  | ЗХ   | Федеріко Дімарко                | 10 листопада 1997 (вік 26 років) | 18   | 2    | Інтернаціонале    |
| 4  | ЗХ   | Алессандро Буонджорно           | 6 червня 1999 (вік 25 років)     | 3    | 0    | Торіно            |
| 5  | ЗХ   | Ріккардо Калафіорі              | 19 травня 2002 (вік 22 роки)     | 1    | 0    | Болонья           |
| 6  | ЗХ   | Федеріко Гатті                  | 24 червня 1998 (вік 25 років)    | 3    | 0    | Ювентус           |
| 7  | ПЗ   | Давіде Фраттезі                 | 22 вересня 1999 (вік 24 роки)    | 14   | 4    | Інтернаціонале    |
| 8  | ПЗ   | Жоржиньйо                       | 20 грудня 1991 (вік 32 роки)     | 53   | 5    | Арсенал (Лондон)  |
| 9  | НП   | Джанлука Скамакка               | 1 січня 1999 (вік 25 років)      | 15   | 1    | Аталанта          |
| 10 | ПЗ   | Лоренцо Пеллегріні              | 19 червня 1996 (вік 27 років)    | 29   | 6    | Рома              |
| 11 | НП   | Джакомо Распадорі               | 18 лютого 2000 (вік 24 роки)     | 27   | 6    | Наполі            |
| 12 | ВР   | Гульєльмо Вікаріо               | 7 жовтня 1996 (вік 27 років)     | 2    | 0    | Тоттенгем Готспур |
| 13 | ЗХ   | Маттео Дарміан                  | 2 грудня 1989 (вік 34 роки)      | 42   | 2    | Інтернаціонале    |
| 14 | НП   | Федеріко К'єза                  | 25 жовтня 1997 (вік 26 років)    | 46   | 7    | Ювентус           |
| 15 | ЗХ   | Рауль Белланова                 | 17 травня 2000 (вік 24 роки)     | 1    | 0    | Торіно            |
| 16 | ПЗ   | Браян Крістанте                 | 3 березня 1995 (вік 29 років)    | 39   | 2    | Рома              |
| 17 | ЗХ   | Джанлука Манчіні                | 17 квітня 1996 (вік 28 років)    | 13   | 0    | Рома              |
| 18 | ПЗ   | Ніколо Барелла                  | 7 лютого 1997 (вік 27 років)     | 53   | 9    | Інтернаціонале    |
| 19 | НП   | Матео Ретегі                    | 29 квітня 1999 (вік 25 років)    | 7    | 4    | Дженоа            |
| 20 | НП   | Маттія Дзакканьї                | 16 червня 1995 (вік 28 років)    | 5    | 0    | Лаціо             |
| 21 | ПЗ   | Ніколо Фаджолі                  | 12 лютого 2001 (вік 23 роки)     | 2    | 0    | Ювентус           |
| 22 | НП   | Стефан Ель-Шаараві              | 27 жовтня 1992 (вік 31 рік)      | 31   | 7    | Рома              |
| 23 | ЗХ   | Алессандро Бастоні              | 13 квітня 1999 (вік 25 років)    | 23   | 1    | Інтернаціонале    |
| 24 | ЗХ   | Андреа Камб'язо                 | 20 лютого 2000 (вік 24 роки)     | 3    | 0    | Ювентус           |
| 25 | ПЗ   | Мікаель Фолоруншо               | 7 лютого 1998 (вік 26 років)     | 0    | 0    | Верона            |
| 26 | ВР   | Алекс Мерет                     | 22 березня 1997 (вік 27 років)   | 3    | 0    | Наполі            |

### Албанія
Головний тренер:  Сілвіньйо
Збірна Албанії 27 травня 2024 року оголосила попередню розширену заявку із 27 гравців. 8 червня було оприлюднено остаточну заявку, до якої не потрапив воротар Сімон Сімоні.
| №  | Поз. | Гравець          | Дата народження (вік)            | Ігри | Голи | Клуб               |
| -- | ---- | ---------------- | -------------------------------- | ---- | ---- | ------------------ |
| 1  | ВР   | Етріт Беріша     | 10 березня 1989 (вік 35 років)   | 80   | 0    | Емполі             |
| 23 | ВР   | Томас Стракоша   | 19 березня 1995 (вік 29 років)   | 27   | 0    | Брентфорд          |
| 12 | ВР   | Ельхан Кастраті  | 2 лютого 1997 (вік 27 років)     | 2    | 0    | Читтаделла         |
|    |      |                  |                                  |      |      |                    |
| 6  | ЗХ   | Берат Ґімшиті    | 19 лютого 1993 (вік 31 рік)      | 57   | 1    | Аталанта           |
| 4  | ЗХ   | Ельсеїд Хюсай    | 2 лютого 1994 (вік 30 років)     | 83   | 2    | Лаціо              |
| 2  | ЗХ   | Іван Балліу      | 1 січня 1992 (вік 32 роки)       | 12   | 0    | Райо Вальєкано     |
| 18 | ЗХ   | Ардіан Ісмайлі   | 30 вересня 1996 (вік 27 років)   | 36   | 2    | Емполі             |
| 5  | ЗХ   | Арлінд Аєті      | 25 вересня 1993 (вік 30 років)   | 24   | 1    | ЧФР (Клуж-Напока)  |
| 25 | ЗХ   | Насер Алії       | 27 грудня 1993 (вік 30 років)    | 13   | 0    | Волунтарі          |
| 3  | ЗХ   | Маріо Мітай      | 6 серпня 2003 (вік 20 років)     | 12   | 0    | Локомотив (Москва) |
| 13 | ЗХ   | Енеа Міхай       | 5 липня 1998 (вік 25 років)      | 17   | 0    | Фамалікан          |
| 24 | ЗХ   | Мараш Кумбулла   | 8 лютого 2000 (вік 24 роки)      | 18   | 0    | Сассуоло           |
|    |      |                  |                                  |      |      |                    |
| 22 | ПЗ   | Амір Абраші      | 27 березня 1990 (вік 34 роки)    | 50   | 1    | Грассгоппер        |
| 21 | ПЗ   | Крістіан Асллані | 9 березня 2002 (вік 22 роки)     | 18   | 2    | Інтернаціонале     |
| 10 | ПЗ   | Недім Байрамі    | 28 лютого 1999 (вік 25 років)    | 21   | 3    | Сассуоло           |
| 16 | ПЗ   | Медон Беріша     | 21 жовтня 2003 (вік 20 років)    | 0    | 0    | Лечче              |
| 8  | ПЗ   | Клаус Гясула     | 14 грудня 1989 (вік 34 роки)     | 27   | 0    | Дармштадт 98       |
| 14 | ПЗ   | Казім Лачі       | 19 січня 1996 (вік 28 років)     | 25   | 2    | Спарта (Прага)     |
| 17 | ПЗ   | Ернест Мучі      | 19 березня 2001 (вік 23 роки)    | 9    | 2    | Бешикташ           |
| 20 | ПЗ   | Юльбер Рамадані  | 12 квітня 1996 (вік 28 років)    | 34   | 1    | Лечче              |
|    |      |                  |                                  |      |      |                    |
| 9  | НП   | Ясір Асані       | 19 травня 1995 (вік 29 років)    | 11   | 3    | Кванджу            |
| 11 | НП   | Армандо Броя     | 10 вересня 2001 (вік 22 роки)    | 19   | 4    | Фулгем             |
| 19 | НП   | Мірлінд Даку     | 1 січня 1998 (вік 26 років)      | 5    | 1    | Рубін (Казань)     |
| 26 | НП   | Арбер Ходжа      | 6 жовтня 1998 (вік 25 років)     | 2    | 0    | Динамо (Загреб)    |
| 7  | НП   | Рей Манай        | 24 лютого 1997 (вік 27 років)    | 32   | 7    | Сівасспор          |
| 15 | НП   | Таулант Сефері   | 15 листопада 1996 (вік 27 років) | 18   | 3    | Баніяс             |

## Група C

### Словенія
Головний тренер: Матяж Кек
21 травня 2024 року збірна Словенії оголосила розширену заявку із 30 гравців.
7 травня було оголошено остаточну заявку із 26 гравців, до якої не потрапили Матевж Видовшек, Жан Залетел, Лука Захович and Міха Зайц.
| №  | Поз. | Гравець              | Дата народження (вік)            | Ігри | Голи | Клуб              |
| -- | ---- | -------------------- | -------------------------------- | ---- | ---- | ----------------- |
| 1  | ВР   | Ян Облак (капітан)   | 7 січня 1993 (вік 31 рік)        | 64   | 0    | Атлетіко (Мадрид) |
| 12 | ВР   | Від Белец            | 6 червня 1990 (вік 34 роки)      | 20   | 0    | АПОЕЛ             |
| 16 | ВР   | Ігор Векич           | 6 травня 1998 (вік 26 років)     | 1    | 0    | Вайле             |
|    |      |                      |                                  |      |      |                   |
| 20 | ЗХ   | Петар Стоянович      | 7 жовтня 1995 (вік 28 років)     | 52   | 2    | Сампдорія         |
| 6  | ЗХ   | Яка Бійол            | 5 лютого 1999 (вік 25 років)     | 47   | 1    | Удінезе           |
| 3  | ЗХ   | Юре Балковець        | 9 вересня 1994 (вік 29 років)    | 32   | 0    | Аланіяспор        |
| 23 | ЗХ   | Міха Блажич          | 8 травня 1993 (вік 31 рік)       | 32   | 0    | Лех (Познань)     |
| 2  | ЗХ   | Жан Карнічник        | 18 вересня 1994 (вік 29 років)   | 26   | 1    | Целє              |
| 4  | ЗХ   | Давид Брекало        | 3 грудня 1998 (вік 25 років)     | 12   | 1    | Орландо Сіті      |
| 13 | ЗХ   | Ерік Янжа            | 21 червня 1993 (вік 30 років)    | 8    | 2    | Гурник (Забже)    |
| 21 | ЗХ   | Ваня Дркушич         | 30 жовтня 1999 (вік 24 роки)     | 6    | 0    | Сочі              |
|    |      |                      |                                  |      |      |                   |
| 14 | ПЗ   | Ясмин Куртич         | 10 січня 1989 (вік 35 років)     | 90   | 2    | Зюдтіроль         |
| 7  | ПЗ   | Беньямін Вербич      | 27 листопада 1993 (вік 30 років) | 58   | 6    | Панатінаїкос      |
| 8  | ПЗ   | Санді Ловрич         | 28 березня 1998 (вік 26 років)   | 33   | 4    | Удінезе           |
| 22 | ПЗ   | Адам Гнезда Черин    | 16 липня 1999 (вік 24 роки)      | 29   | 4    | Панатінаїкос      |
| 5  | ПЗ   | Йон Горенц Станкович | 14 січня 1996 (вік 28 років)     | 22   | 1    | Штурм (Грац)      |
| 10 | ПЗ   | Тімі Макс Елшнік     | 29 квітня 1998 (вік 26 років)    | 13   | 1    | Олімпія (Любляна) |
| 15 | ПЗ   | Томі Горват          | 24 березня 1999 (вік 25 років)   | 5    | 0    | Штурм (Грац)      |
| 25 | ПЗ   | Адріан Зелькович     | 19 серпня 2002 (вік 21 рік)      | 1    | 0    | Спартак (Трнава)  |
| 24 | ПЗ   | Ніно Жугель          | 23 травня 2000 (вік 24 роки)     | 0    | 0    | Буде-Глімт        |
|    |      |                      |                                  |      |      |                   |
| 26 | НП   | Йосип Іличич         | 29 січня 1988 (вік 36 років)     | 79   | 16   | Марибор           |
| 9  | НП   | Андраж Шпорар        | 27 лютого 1994 (вік 30 років)    | 51   | 11   | Панатінаїкос      |
| 11 | НП   | Беньямін Шешко       | 31 травня 2003 (вік 21 рік)      | 28   | 11   | РБ Лейпциг        |
| 17 | НП   | Ян Млакар            | 23 жовтня 1998 (вік 25 років)    | 15   | 2    | Піза              |
| 19 | НП   | Жан Целар            | 14 березня 1999 (вік 25 років)   | 9    | 0    | Лугано            |
| 18 | НП   | Жан Випотник         | 18 березня 2002 (вік 22 роки)    | 8    | 2    | Бордо             |

### Данія
Головний тренер: Каспер Юльманн
Збірна Данії 30 травня 2024 року оголосила свою остаточну заявку.
| №  | Поз. | Гравець              | Дата народження (вік)           | Ігри | Голи | Клуб               |
| -- | ---- | -------------------- | ------------------------------- | ---- | ---- | ------------------ |
| 1  | ВР   | Каспер Шмейхель      | 5 листопада 1986 (вік 37 років) | 100  | 0    | Андерлехт          |
| 22 | ВР   | Фредерік Реннов      | 4 серпня 1992 (вік 31 рік)      | 8    | 0    | Уніон (Берлін)     |
| 16 | ВР   | Мадс Германсен       | 11 липня 2000 (вік 23 роки)     | 0    | 0    | Лестер Сіті        |
|    |      |                      |                                 |      |      |                    |
| 4  | ЗХ   | Сімон К'єр (капітан) | 26 березня 1989 (вік 35 років)  | 131  | 5    | Мілан              |
| 6  | ЗХ   | Андреас Крістенсен   | 10 квітня 1996 (вік 28 років)   | 68   | 3    | Барселона          |
| 5  | ЗХ   | Йоакім Мегле         | 20 травня 1997 (вік 27 років)   | 43   | 11   | Вольфсбург         |
| 3  | ЗХ   | Яннік Вестергор      | 3 серпня 1992 (вік 31 рік)      | 39   | 2    | Лестер Сіті        |
| 2  | ЗХ   | Йоахім Андерсен      | 31 травня 1996 (вік 28 років)   | 30   | 0    | Крістал Пелес      |
| 13 | ЗХ   | Расмус Крістенсен    | 11 липня 1997 (вік 26 років)    | 20   | 0    | Рома               |
| 25 | ЗХ   | Віктор Нельссон      | 14 жовтня 1998 (вік 25 років)   | 12   | 0    | Галатасарай        |
| 18 | ЗХ   | Александер Ба        | 9 грудня 1997 (вік 26 років)    | 9    | 1    | Бенфіка            |
| 17 | ЗХ   | Віктор Крістіансен   | 16 грудня 2002 (вік 21 рік)     | 6    | 0    | Болонья            |
|    |      |                      |                                 |      |      |                    |
| 10 | ПЗ   | Крістіан Еріксен     | 14 лютого 1992 (вік 32 роки)    | 128  | 40   | Манчестер Юнайтед  |
| 8  | ПЗ   | Томас Ділейні        | 3 вересня 1991 (вік 32 роки)    | 76   | 8    | Андерлехт          |
| 23 | ПЗ   | П'єр-Еміль Гейб'єрг  | 5 серпня 1995 (вік 28 років)    | 75   | 8    | Тоттенгем Готспур  |
| 7  | ПЗ   | Матіас Єнсен         | 1 січня 1996 (вік 28 років)     | 30   | 1    | Брентфорд          |
| 11 | ПЗ   | Андреас Сков Ольсен  | 29 грудня 1999 (вік 24 роки)    | 29   | 8    | Брюгге             |
| 14 | ПЗ   | Міккель Дамсгор      | 3 липня 2000 (вік 23 роки)      | 26   | 4    | Брентфорд          |
| 15 | ПЗ   | Крістіан Нергор      | 10 березня 1994 (вік 30 років)  | 24   | 1    | Брентфорд          |
| 24 | ПЗ   | Мортен Юльманн       | 25 червня 1999 (вік 24 роки)    | 5    | 0    | Спортінг (Лісабон) |
|    |      |                      |                                 |      |      |                    |
| 20 | НП   | Юссуф Поульсен       | 15 червня 1994 (вік 29 років)   | 77   | 12   | РБ Лейпциг         |
| 12 | НП   | Каспер Дольберг      | 6 жовтня 1997 (вік 26 років)    | 45   | 11   | Андерлехт          |
| 19 | НП   | Йонас Вінд           | 7 лютого 1999 (вік 25 років)    | 26   | 8    | Вольфсбург         |
| 9  | НП   | Расмус Гойлунн       | 04 лютого 2003 (вік 21 рік)     | 12   | 7    | Манчестер Юнайтед  |
| 21 | НП   | Якоб Бруун Ларсен    | 19 вересня 1998 (вік 25 років)  | 6    | 1    | Гоффенгайм 1899    |
| 26 | НП   | Андерс Дреєр         | 2 травня 1998 (вік 26 років)    | 2    | 0    | Андерлехт          |

### Сербія
Головний тренер: Драган Стойкович
Збірна Сербії оголосила попередню розширену заявку на турнір із 35 гравців 18 травня 2024 року. Остаточну заявку із 26 гравців було оприлюднено 27 травня.
| №  | Поз. | Гравець                 | Дата народження (вік)            | Ігри | Голи | Клуб                 |
| -- | ---- | ----------------------- | -------------------------------- | ---- | ---- | -------------------- |
| 1  | ВР   | Предраг Райкович        | 31 жовтня 1995 (вік 28 років)    | 31   | 0    | Мальорка             |
| 23 | ВР   | Ваня Милинкович-Савич   | 20 лютого 1997 (вік 27 років)    | 18   | 0    | Торіно               |
| 12 | ВР   | Джордже Петрович        | 8 жовтня 1999 (вік 24 роки)      | 3    | 0    | Челсі                |
|    |      |                         |                                  |      |      |                      |
| 6  | ЗХ   | Неманья Гудель          | 16 листопада 1991 (вік 32 роки)  | 60   | 1    | Севілья              |
| 4  | ЗХ   | Никола Миленкович       | 12 жовтня 1997 (вік 26 років)    | 51   | 3    | Фіорентіна           |
| 2  | ЗХ   | Страхиня Павлович       | 24 травня 2001 (вік 23 роки)     | 33   | 3    | Ред Булл (Зальцбург) |
| 25 | ЗХ   | Філіп Младенович        | 15 серпня 1991 (вік 32 роки)     | 30   | 1    | Панатінаїкос         |
| 13 | ЗХ   | Милош Велькович         | 26 вересня 1995 (вік 28 років)   | 29   | 1    | Вердер               |
| 24 | ЗХ   | Урош Спаїч              | 13 лютого 1993 (вік 31 рік)      | 20   | 0    | Црвена Звезда        |
| 15 | ЗХ   | Срджан Бабич            | 22 квітня 1996 (вік 28 років)    | 8    | 1    | Спартак (Москва)     |
| 3  | ЗХ   | Неманья Стоїч           | 15 січня 1998 (вік 26 років)     | 1    | 0    | ТСЦ                  |
|    |      |                         |                                  |      |      |                      |
| 10 | ПЗ   | Душан Тадич (капітан)   | 20 листопада 1988 (вік 35 років) | 106  | 22   | Фенербахче           |
| 11 | ПЗ   | Филип Костич            | 1 листопада 1992 (вік 31 рік)    | 62   | 3    | Ювентус              |
| 20 | ПЗ   | Сергей Милинкович-Савич | 27 лютого 1995 (вік 29 років)    | 49   | 8    | Аль-Гіляль (Ер-Ріяд) |
| 5  | ПЗ   | Неманья Максимович      | 26 січня 1995 (вік 29 років)     | 48   | 0    | Хетафе               |
| 22 | ПЗ   | Саша Лукич              | 13 серпня 1996 (вік 27 років)    | 44   | 2    | Фулгем               |
| 14 | ПЗ   | Андрія Живкович         | 11 липня 1996 (вік 27 років)     | 44   | 1    | ПАОК                 |
| 21 | ПЗ   | Міят Гачинович          | 8 лютого 1995 (вік 29 років)     | 26   | 2    | АЕК (Афіни)          |
| 17 | ПЗ   | Іван Ілич               | 17 березня 2001 (вік 23 роки)    | 14   | 0    | Торіно               |
| 16 | ПЗ   | Срджан Мияїлович        | 10 листопада 1993 (вік 30 років) | 7    | 0    | Црвена Звезда        |
| 19 | ПЗ   | Лазар Самарджич         | 24 лютого 2002 (вік 22 роки)     | 7    | 0    | Удінезе              |
| 26 | ПЗ   | Велько Бірманчевич      | 5 березня 1998 (вік 26 років)    | 3    | 0    | Спарта (Прага)       |
|    |      |                         |                                  |      |      |                      |
| 9  | НП   | Александар Митрович     | 16 вересня 1994 (вік 29 років)   | 89   | 57   | Аль-Гіляль (Ер-Ріяд) |
| 8  | НП   | Лука Йович              | 23 грудня 1997 (вік 26 років)    | 33   | 10   | Мілан                |
| 7  | НП   | Душан Влахович          | 28 січня 2000 (вік 24 роки)      | 25   | 13   | Ювентус              |
| 18 | НП   | Петар Ратков            | 18 серпня 2003 (вік 20 років)    | 1    | 0    | Ред Булл (Зальцбург) |

### Англія
Головний тренер: Гарет Саутгейт
21 травня 2024 року збірна Англії оголосила попередню розширену заявку із 33 гравців.
6 червня Футбольна асоціація оголосила, що Джеймс Меддісон і Кертіс Джонс не увійдуть до остаточної заявки. Згодом того ж дня була оприлюднена остаточна заявка із 26 гравців, до якої також не увійшли Гаррі Магвайр, Джек Гріліш, Джаррад Брентвейт, Джарелл Кванса та Джеймс Траффорд.
| №  | Поз. | Гравець                  | Дата народження (вік)           | Ігри | Голи | Клуб                     |
| -- | ---- | ------------------------ | ------------------------------- | ---- | ---- | ------------------------ |
| 1  | ВР   | Джордан Пікфорд          | 7 березня 1994 (вік 30 років)   | 60   | 0    | Евертон                  |
| 13 | ВР   | Аарон Ремсдейл           | 14 травня 1998 (вік 26 років)   | 4    | 0    | Арсенал (Лондон)         |
| 22 | ВР   | Дін Гендерсон            | 12 березня 1997 (вік 27 років)  | 1    | 0    | Крістал Пелес            |
|    |      |                          |                                 |      |      |                          |
| 2  | ЗХ   | Кайл Вокер               | 28 травня 1990 (вік 34 роки)    | 82   | 1    | Манчестер Сіті           |
| 5  | ЗХ   | Джон Стоунз              | 28 травня 1994 (вік 30 років)   | 71   | 3    | Манчестер Сіті           |
| 12 | ЗХ   | Кіран Тріпп'єр           | 19 вересня 1990 (вік 33 роки)   | 46   | 1    | Ньюкасл Юнайтед          |
| 3  | ЗХ   | Люк Шоу                  | 12 липня 1995 (вік 28 років)    | 31   | 3    | Манчестер Юнайтед        |
| 24 | ЗХ   | Джо Гомес                | 23 травня 1997 (вік 27 років)   | 13   | 0    | Ліверпуль                |
| 6  | ЗХ   | Марк Геї                 | 13 липня 2000 (вік 23 роки)     | 9    | 0    | Крістал Пелес            |
| 15 | ЗХ   | Льюїс Данк               | 21 листопада 1991 (вік 32 роки) | 5    | 0    | Брайтон енд Гоув Альбіон |
| 14 | ЗХ   | Езрі Конса               | 23 жовтня 1997 (вік 26 років)   | 2    | 0    | Астон Вілла              |
|    |      |                          |                                 |      |      |                          |
| 4  | ПЗ   | Деклан Райс              | 14 січня 1999 (вік 25 років)    | 50   | 3    | Арсенал (Лондон)         |
| 10 | ПЗ   | Джуд Беллінгем           | 29 червня 2003 (вік 20 років)   | 29   | 3    | Реал Мадрид              |
| 8  | ЗХ   | Трент Александер-Арнольд | 7 жовтня 1998 (вік 25 років)    | 23   | 2    | Ліверпуль                |
| 16 | ПЗ   | Конор Галлахер           | 6 лютого 2000 (вік 24 роки)     | 12   | 0    | Челсі                    |
| 20 | ПЗ   | Еберечі Езе              | 29 червня 1998 (вік 25 років)   | 2    | 0    | Крістал Пелес            |
| 25 | ПЗ   | Коббі Мейну              | 19 квітня 2005 (вік 19 років)   | 2    | 0    | Манчестер Юнайтед        |
| 24 | ПЗ   | Коул Палмер              | 6 травня 2002 (вік 22 роки)     | 2    | 0    | Челсі                    |
| 26 | ПЗ   | Адам Вортон              | 6 лютого 2004 (вік 20 років)    | 0    | 0    | Крістал Пелес            |
|    |      |                          |                                 |      |      |                          |
| 9  | НП   | Гаррі Кейн (капітан)     | 28 липня 1993 (вік 30 років)    | 89   | 62   | Баварія (Мюнхен)         |
| 11 | ПЗ   | Філ Фоден                | 28 травня 2000 (вік 24 роки)    | 33   | 4    | Манчестер Сіті           |
| 7  | НП   | Букайо Сака              | 5 вересня 2001 (вік 22 роки)    | 32   | 11   | Арсенал (Лондон)         |
| 19 | НП   | Оллі Воткінс             | 30 грудня 1995 (вік 28 років)   | 11   | 3    | Астон Вілла              |
| 23 | НП   | Джеррод Боуен            | 20 грудня 1996 (вік 27 років)   | 7    | 0    | Вест Гем Юнайтед         |
| 17 | НП   | Айвен Тоуні              | 16 березня 1996 (вік 28 років)  | 2    | 1    | Брентфорд                |
| 21 | НП   | Ентоні Гордон            | 24 лютого 2001 (вік 23 роки)    | 2    | 0    | Ньюкасл Юнайтед          |

## Група D

### Польща
Головний тренер: Міхал Пробеж
29 травня 2024 року збірна Польщі оголосила попередню розширену заявку із 29 гравців.
| №  | Поз. | Гравець                        | Дата народження (вік)           | Ігри | Голи | Клуб                     |
| -- | ---- | ------------------------------ | ------------------------------- | ---- | ---- | ------------------------ |
| 1  | ВР   | Войцех Щенсний                 | 18 квітня 1990 (вік 34 роки)    | 81   | 0    | Ювентус                  |
| 12 | ВР   | Лукаш Скорупський              | 5 травня 1991 (вік 33 роки)     | 9    | 0    | Болонья                  |
| 22 | ВР   | Марцин Булка                   | 4 жовтня 1999 (вік 24 роки)     | 1    | 0    | Ніцца                    |
|    |      |                                |                                 |      |      |                          |
| 5  | ЗХ   | Ян Беднарек                    | 12 квітня 1996 (вік 28 років)   | 56   | 1    | Саутгемптон              |
| 18 | ЗХ   | Бартош Берешинський            | 12 липня 1992 (вік 31 рік)      | 54   | 0    | Емполі                   |
| 14 | ЗХ   | Якуб Ківьор                    | 15 лютого 2000 (вік 24 роки)    | 21   | 1    | Арсенал (Лондон)         |
| 4  | ЗХ   | Тимотеуш Пухач                 | 23 січня 1999 (вік 25 років)    | 13   | 0    | Кайзерслаутерн           |
| 17 | ЗХ   | Бартош Салямон                 | 1 травня 1991 (вік 33 роки)     | 12   | 0    | Лех (Познань)            |
| 3  | ЗХ   | Павел Давидович                | 20 травня 1995 (вік 29 років)   | 10   | 0    | Верона                   |
| 2  | ЗХ   | Себастьян Валукевич            | 5 квітня 2000 (вік 24 роки)     | 3    | 0    | Емполі                   |
|    |      |                                |                                 |      |      |                          |
| 11 | ПЗ   | Каміль Гросицький              | 8 червня 1988 (вік 36 років)    | 93   | 17   | Погонь (Щецин)           |
| 10 | ПЗ   | Пйотр Зелінський               | 20 травня 1994 (вік 30 років)   | 88   | 11   | Наполі                   |
| 19 | ПЗ   | Пшемислав Франковський         | 12 квітня 1995 (вік 29 років)   | 40   | 3    | Ланс                     |
| 20 | ПЗ   | Себастьян Шиманський           | 10 травня 1999 (вік 25 років)   | 32   | 3    | Фенербахче               |
| 8  | ПЗ   | Якуб Модер                     | 7 квітня 1999 (вік 25 років)    | 21   | 2    | Брайтон енд Гоув Альбіон |
| 16 | ПЗ   | Даміан Шиманський              | 16 червня 1995 (вік 28 років)   | 17   | 2    | АЕК                      |
| 21 | ПЗ   | Нікола Залевський              | 23 січня 2002 (вік 22 роки)     | 16   | 0    | Рома                     |
| 24 | ПЗ   | Бартош Сліш                    | 29 березня 1999 (вік 25 років)  | 8    | 0    | Атланта Юнайтед          |
| 25 | ПЗ   | Міхал Скураш                   | 15 лютого 2000 (вік 24 роки)    | 7    | 0    | Брюгге                   |
| 6  | ПЗ   | Якуб Пйотровський              | 4 жовтня 1997 (вік 26 років)    | 5    | 2    | Лудогорець               |
| 13 | ПЗ   | Романчук Тарас Вікторович      | 14 листопада 1991 (вік 32 роки) | 2    | 0    | Ягеллонія (Білосток)     |
| 26 | ПЗ   | Кацпер Урбаньський             | 7 вересня 2004 (вік 19 років)   | 0    | 0    | Болонья                  |
|    |      |                                |                                 |      |      |                          |
| 9  | НП   | Роберт Левандовський (капітан) | 21 серпня 1988 (вік 35 років)   | 148  | 82   | Барселона                |
| 7  | НП   | Кароль Свідерський             | 23 січня 1997 (вік 27 років)    | 30   | 10   | Верона                   |
| 23 | НП   | Кшиштоф Пйонтек                | 1 липня 1995 (вік 28 років)     | 28   | 11   | Істанбул Башакшехір      |
| 16 | НП   | Адам Букса                     | 12 липня 1996 (вік 27 років)    | 14   | 6    | Антальяспор              |

### Нідерланди
Головний тренер: Роналд Куман
16 травня 2024 року збірна Нідерландів оголосила попередню розширену заявку із 30 гравців. 27 травня із заявки був виключений Мартен де Рон через травму. Остаточну заявку із 26 гравців, з якої були також виключені Нік Олей, Ян Матсен та Квінтен Тімбер, було оголошено 29 травня.
| №  | Поз. | Гравець                    | Дата народження (вік)        | Ігри | Голи | Клуб                     |
| -- | ---- | -------------------------- | ---------------------------- | ---- | ---- | ------------------------ |
| 1  | ВР   | Барт Вербрюгген            | 18 серпня 2002 (22 роки)     | 5    | 0    | Брайтон енд Гоув Альбіон |
| 23 | ВР   | Марк Флеккен               | 13 червня 1993 (32 роки)     | 7    | 0    | Брентфорд                |
| 13 | ВР   | Джастін Бейло              | 22 січня 1998 (27 років)     | 8    | 0    | Феєнорд                  |
|    |      |                            |                              |      |      |                          |
| 2  | ЗХ   | Лютсарел Гертрейда         | 18 липня 2000 (25 років)     | 7    | 0    | Феєнорд                  |
| 3  | ЗХ   | Маттейс де Лігт            | 12 серпня 1999 (25 років)    | 44   | 2    | Баварія (Мюнхен)         |
| 4  | ЗХ   | Вірджил ван Дейк (капітан) | 8 липня 1991 (34 роки)       | 66   | 7    | Ліверпуль                |
| 5  | ЗХ   | Натан Аке                  | 18 лютого 1995 (30 років)    | 44   | 5    | Манчестер Сіті           |
| 17 | ЗХ   | Дейлі Блінд                | 9 березня 1990 (35 років)    | 106  | 3    | Жирона                   |
| 12 | ЗХ   | Жеремі Фрімпонг            | 10 грудня 2000 (24 роки)     | 2    | 0    | Баєр 04                  |
| 22 | ЗХ   | Дензел Дюмфріс             | 18 квітня 1996 (29 років)    | 52   | 6    | Інтернаціонале           |
| 15 | ЗХ   | Мікі ван де Вен            | 19 квітня 2001 (24 роки)     | 2    | 0    | Тоттенгем Готспур        |
| 6  | ЗХ   | Стефан де Врей             | 5 лютого 1992 (33 роки)      | 62   | 3    | Інтернаціонале           |
|    |      |                            |                              |      |      |                          |
| 24 | ПЗ   | Єрді Схаутен               | 12 січня 1997 (28 років)     | 3    | 0    | ПСВ Ейндговен            |
| 7  | ПЗ   | Хаві Сімонс                | 21 квітня 2003 (22 роки)     | 13   | 0    | РБ Лейпциг               |
| 8  | ПЗ   | Джорджиньо Вейналдум       | 11 листопада 1990 (34 роки)  | 91   | 28   | Аль-Іттіфак              |
| 14 | ПЗ   | Тейяні Рейндерс            | 29 липня 1998 (27 років)     | 8    | 1    | Мілан                    |
| 16 | ПЗ   | Джої Верман                | 19 листопада 1998 (26 років) | 8    | 1    | ПСВ Ейндговен            |
| 20 | ПЗ   | Тен Копмейнерс             | 28 лютого 1998 (27 років)    | 21   | 2    | Аталанта                 |
| 26 | ПЗ   | Раян Гравенберх            | 16 травня 2002 (23 роки)     | 11   | 1    | Ліверпуль                |
| 21 | ПЗ   | Френкі де Йонг             | 12 травня 1997 (28 років)    | 54   | 2    | Барселона                |
|    |      |                            |                              |      |      |                          |
| 9  | НП   | Ваут Веггорст              | 7 серпня 1992 (33 роки)      | 31   | 9    | Гоффенгайм 1899          |
| 10 | НП   | Мемфіс Депай               | 13 лютого 1994 (31 рік)      | 90   | 44   | Атлетіко (Мадрид)        |
| 11 | НП   | Коді Гакпо                 | 7 травня 1999 (26 років)     | 23   | 9    | Ліверпуль                |
| 18 | НП   | Доніелл Мален              | 19 січня 1999 (26 років)     | 30   | 6    | Боруссія (Дортмунд)      |
| 25 | НП   | Стевен Бергвейн            | 8 жовтня 1997 (27 років)     | 32   | 8    | Аякс                     |
| 19 | НП   | Браян Броббі               | 1 лютого 2002 (23 роки)      | 1    | 0    | Аякс                     |

### Австрія
Головний тренер:  Ральф Рангнік
22 травня 2024 збірна Австрії оголосила попередню розширену заявку із 29 гравців, як і додатковий список із 12 резервних футболістів на випадок травми або хвороби когось із основної заявки.
7 червня було оприлюднено остаточну заявку з 26 гравців, до якої не увійшли Тобіас Лаваль, Штефан Лайнер та Тьєрно Балло.
| №  | Поз. | Гравець             | Дата народження (вік)          | Ігри | Голи | Клуб                     |
| -- | ---- | ------------------- | ------------------------------ | ---- | ---- | ------------------------ |
| 1  | ВР   | Гайнц Лінднер       | 17 липня 1990 (вік 33 роки)    | 36   | 0    | Юніон Сент-Жилуаз        |
| 13 | ВР   | Патрік Пенц         | 2 січня 1997 (вік 27 років)    | 5    | 0    | Бреннбю                  |
| 12 | ВР   | Ніклас Гедль        | 17 березня 2001 (вік 23 роки)  | 1    | 0    | Рапід (Відень)           |
|    |      |                     |                                |      |      |                          |
| 5  | ЗХ   | Штефан Пош          | 14 травня 1997 (вік 27 років)  | 30   | 1    | Болонья                  |
| 2  | ЗХ   | Максіміліан Вебер   | 4 лютого 1998 (вік 26 років)   | 23   | 0    | Боруссія (Менхенгладбах) |
| 15 | ЗХ   | Філіпп Лінгарт      | 11 липня 1996 (вік 27 років)   | 19   | 1    | Фрайбург                 |
| 4  | ЗХ   | Кевін Дансо         | 19 вересня 1998 (вік 25 років) | 18   | 0    | Ланс                     |
| 16 | ЗХ   | Філіпп Мвене        | 29 січня 1994 (вік 30 років)   | 11   | 0    | Майнц 05                 |
| 3  | ЗХ   | Гернот Траунер      | 25 березня 1992 (вік 32 роки)  | 10   | 1    | Феєнорд                  |
| 21 | ЗХ   | Флавіус Данилюк     | 27 квітня 2001 (вік 23 роки)   | 2    | 0    | Ред Булл (Зальцбург)     |
| 14 | ЗХ   | Леопольд Кверфельд  | 20 грудня 2003 (вік 20 років)  | 1    | 0    | Рапід (Відень)           |
|    |      |                     |                                |      |      |                          |
| 9  | ПЗ   | Марсель Забітцер    | 17 березня 1994 (вік 30 років) | 78   | 17   | Боруссія (Дортмунд)      |
| 10 | ПЗ   | Флоріан Грілліч     | 7 серпня 1995 (вік 28 років)   | 41   | 1    | Гоффенгайм 1899          |
| 19 | ПЗ   | Крістоф Баумгартнер | 1 серпня 1999 (вік 24 роки)    | 36   | 13   | РБ Лейпциг               |
| 20 | ПЗ   | Конрад Лаймер       | 27 травня 1997 (вік 27 років)  | 34   | 4    | Баварія (Мюнхен)         |
| 17 | ПЗ   | Флоріан Кайнц       | 24 жовтня 1992 (вік 31 рік)    | 27   | 1    | Кельн                    |
| 24 | ПЗ   | Андреас Вайманн     | 5 серпня 1991 (вік 32 роки)    | 23   | 2    | Вест-Бромвіч Альбіон     |
| 6  | ПЗ   | Ніколас Зайвальд    | 4 травня 2001 (вік 23 роки)    | 22   | 0    | РБ Лейпциг               |
| 18 | ПЗ   | Романо Шмід         | 27 січня 2000 (вік 24 роки)    | 9    | 0    | Вердер                   |
| 8  | ПЗ   | Александер Прасс    | 26 травня 2001 (вік 23 роки)   | 4    | 0    | Штурм (Грац)             |
| 22 | ПЗ   | Маттіас Зайдль      | 24 січня 2001 (вік 23 роки)    | 3    | 0    | Рапід (Відень)           |
|    |      |                     |                                |      |      |                          |
| 7  | НП   | Марко Арнаутович    | 19 квітня 1989 (вік 35 років)  | 111  | 36   | Інтернаціонале           |
| 11 | НП   | Міхаель Грегорич    | 18 квітня 1994 (вік 30 років)  | 53   | 15   | Фрайбург                 |
| 23 | НП   | Патрик Віммер       | 30 травня 2001 (вік 23 роки)   | 10   | 0    | Вольфсбург               |
| 26 | НП   | Марко Грюлль        | 6 липня 1998 (вік 25 років)    | 4    | 0    | Рапід (Відень)           |
| 25 | НП   | Максимільян Ентруп  | 25 липня 1997 (вік 26 років)   | 2    | 1    | Гартберг                 |

### Франція
Головний тренер: Дідьє Дешам
Збірна Франції оголосила свою заявку із 25 гравців 16 травня 2024 року.
| №  | Поз. | Гравець                 | Дата народження (вік)            | Ігри | Голи | Клуб                 |
| -- | ---- | ----------------------- | -------------------------------- | ---- | ---- | -------------------- |
| 16 | ВР   | Майк Меньян             | 3 липня 1995 (вік 28 років)      | 14   | 0    | Мілан                |
| 23 | ВР   | Альфонс Ареола          | 27 лютого 1993 (вік 31 рік)      | 5    | 0    | Вест Гем Юнайтед     |
| 1  | ВР   | Бріс Самба              | 26 квітня 1994 (вік 30 років)    | 3    | 0    | Ланс                 |
|    |      |                         |                                  |      |      |                      |
| 2  | ЗХ   | Бенжамен Павар          | 28 березня 1996 (вік 28 років)   | 53   | 5    | Інтернаціонале       |
| 5  | ЗХ   | Жуль Кунде              | 12 листопада 1998 (вік 25 років) | 26   | 0    | Барселона            |
| 22 | ЗХ   | Тео Ернандес            | 6 жовтня 1997 (вік 26 років)     | 25   | 2    | Мілан                |
| 4  | ЗХ   | Дайо Упамекано          | 27 жовтня 1998 (вік 25 років)    | 18   | 2    | Баварія (Мюнхен)     |
| 24 | ЗХ   | Ібраїма Конате          | 25 травня 1999 (вік 25 років)    | 14   | 0    | Ліверпуль            |
| 17 | ЗХ   | Вільям Саліба           | 24 березня 2001 (вік 23 роки)    | 13   | 0    | Арсенал (Лондон)     |
| 21 | ЗХ   | Жонатан Клосс           | 25 вересня 1992 (вік 31 рік)     | 12   | 1    | Олімпік (Марсель)    |
| 3  | ЗХ   | Ферлан Менді            | 8 червня 1995 (вік 29 років)     | 9    | 0    | Реал Мадрид          |
|    |      |                         |                                  |      |      |                      |
| 13 | ПЗ   | Н'Голо Канте            | 29 березня 1991 (вік 33 роки)    | 53   | 2    | Аль-Іттіхад (Джидда) |
| 14 | ПЗ   | Адріан Рабйо            | 3 квітня 1995 (вік 29 років)     | 43   | 4    | Ювентус              |
| 8  | ПЗ   | Орельєн Чуамені         | 27 січня 2000 (вік 24 роки)      | 31   | 3    | Реал Мадрид          |
| 19 | ПЗ   | Юссуф Фофана            | 10 січня 1999 (вік 25 років)     | 17   | 3    | Монако               |
| 6  | ПЗ   | Едуарду Камавінга       | 10 листопада 2002 (вік 21 рік)   | 15   | 1    | Реал Мадрид          |
| 18 | ПЗ   | Воррен Заїр-Емері       | 8 березня 2006 (вік 18 років)    | 2    | 1    | Парі Сен-Жермен      |
|    |      |                         |                                  |      |      |                      |
| 9  | НП   | Олів'є Жіру             | 30 вересня 1986 (вік 37 років)   | 131  | 57   | Мілан                |
| 7  | НП   | Антуан Грізманн         | 21 березня 1991 (вік 33 роки)    | 127  | 44   | Атлетіко (Мадрид)    |
| 10 | НП   | Кіліан Мбаппе (капітан) | 20 грудня 1998 (вік 25 років)    | 77   | 46   | Парі Сен-Жермен      |
| 20 | НП   | Кінгслі Коман           | 13 червня 1996 (вік 28 років)    | 55   | 8    | Баварія (Мюнхен)     |
| 11 | НП   | Усман Дембеле           | 15 травня 1997 (вік 27 років)    | 43   | 5    | Парі Сен-Жермен      |
| 15 | НП   | Маркус Тюрам            | 6 серпня 1997 (вік 26 років)     | 18   | 2    | Інтернаціонале       |
| 12 | НП   | Рандаль Коло Муані      | 5 грудня 1998 (вік 25 років)     | 15   | 3    | Парі Сен-Жермен      |
| 25 | НП   | Бредлі Баркола          | 2 вересня 2002 (вік 21 рік)      | 0    | 0    | Парі Сен-Жермен      |

## Група E

### Бельгія
Головний тренер:  Доменіко Тедеско
Збірна Бельгії 28 травня 2024 року оголосила свою заявку із 25 гравців.
| №  | Поз. | Гравець                 | Дата народження (вік)          | Ігри | Голи | Клуб               |
| -- | ---- | ----------------------- | ------------------------------ | ---- | ---- | ------------------ |
| 1  | ВР   | Кун Кастельс            | 25 червня 1992 (вік 31 рік)    | 10   | 0    | Вольфсбург         |
| 2  | ЗХ   | Зено Дебаст             | 24 жовтня 2003 (вік 20 років)  | 8    | 0    | Андерлехт          |
| 3  | ЗХ   | Артур Теат              | 25 травня 2000 (вік 24 роки)   | 15   | 0    | Ренн               |
| 4  | ЗХ   | Ваут Фас                | 3 квітня 1998 (вік 26 років)   | 15   | 0    | Лестер Сіті        |
| 5  | ЗХ   | Ян Вертонген            | 24 квітня 1987 (вік 37 років)  | 154  | 10   | Андерлехт          |
| 6  | ЗХ   | Аксель Вітсель          | 12 січня 1989 (вік 35 років)   | 132  | 12   | Атлетіко (Мадрид)  |
| 7  | ПЗ   | Кевін Де Брейне         | 28 червня 1991 (вік 32 роки)   | 101  | 27   | Манчестер Сіті     |
| 8  | ПЗ   | Юрі Тілеманс            | 7 травня 1997 (вік 27 років)   | 67   | 7    | Астон Вілла        |
| 9  | НП   | Леандро Троссар         | 4 грудня 1994 (вік 29 років)   | 34   | 9    | Арсенал (Лондон)   |
| 10 | НП   | Ромелу Лукаку           | 13 травня 1993 (вік 31 рік)    | 115  | 85   | Рома               |
| 11 | ПЗ   | Яннік Феррейра Карраско | 4 вересня 1993 (вік 30 років)  | 74   | 11   | Аш-Шабаб (Ер-Ріяд) |
| 12 | ВР   | Томас Камінскі          | 23 жовтня 1992 (вік 31 рік)    | 1    | 0    | Лутон Таун         |
| 13 | ВР   | Матц Селс               | 26 лютого 1992 (вік 32 роки)   | 8    | 0    | Ноттінгем Форест   |
| 14 | НП   | Доді Лукебакіо          | 24 вересня 1997 (вік 26 років) | 15   | 2    | Севілья            |
| 15 | ЗХ   | Тома Меньє              | 12 вересня 1991 (вік 32 роки)  | 66   | 8    | Трабзонспор        |
| 16 | ПЗ   | Астер Вранкс            | 4 жовтня 2002 (вік 21 рік)     | 7    | 0    | Вольфсбург         |
| 17 | НП   | Шарль Де Кетеларе       | 10 березня 2001 (вік 23 роки)  | 15   | 2    | Аталанта           |
| 18 | ПЗ   | Орель Мангаля           | 18 березня 1998 (вік 26 років) | 15   | 0    | Олімпік (Ліон)     |
| 19 | НП   | Йоган Бакайоко          | 20 квітня 2003 (вік 21 рік)    | 12   | 1    | ПСВ                |
| 20 | НП   | Лої Опенда              | 16 лютого 2000 (вік 24 роки)   | 17   | 2    | РБ Лейпциг         |
| 21 | ЗХ   | Тімоті Кастань          | 5 грудня 1995 (вік 28 років)   | 43   | 2    | Фулгем             |
| 22 | НП   | Жеремі Доку             | 27 травня 2002 (вік 22 роки)   | 22   | 2    | Манчестер Сіті     |
| 23 | ПЗ   | Артур Вермерен          | 7 лютого 2005 (вік 19 років)   | 4    | 0    | Атлетіко (Мадрид)  |
| 24 | ПЗ   | Амаду Онана             | 16 серпня 2001 (вік 22 роки)   | 13   | 0    | Евертон            |
| 25 | ЗХ   | Максім Де Кейпер        | 22 грудня 2000 (вік 23 роки)   | 2    | 0    | Брюгге             |

### Словаччина
Головний тренер:  Франческо Кальцона
27 травня 2024 року збірна Словаччини оголосила попередню розширену заявку із 32 гравців. 7 червня 2024 року було оголошено фінальний склад, з якого було виключені Домінік Такач, Міхал Томич, Матуш Кметь, Якуб Кадак, Домінік Голлі та Роберт Полєвка.
| №  | Поз. | Гравець                 | Дата народження (вік)            | Ігри | Голи | Клуб                 |
| -- | ---- | ----------------------- | -------------------------------- | ---- | ---- | -------------------- |
| 1  | ВР   | Мартін Дубравка         | 15 січня 1989 (вік 35 років)     | 42   | 0    | Ньюкасл Юнайтед      |
| 2  | ЗХ   | Петер Пекарик           | 30 жовтня 1986 (вік 37 років)    | 126  | 2    | Герта (Берлін)       |
| 3  | ЗХ   | Деніс Вавро             | 10 квітня 1996 (вік 28 років)    | 19   | 2    | Копенгаген           |
| 4  | ЗХ   | Адам Оберт              | 23 серпня 2002 (вік 21 рік)      | 4    | 0    | Кальярі              |
| 5  | ПЗ   | Томаш Ріго              | 3 липня 2002 (вік 21 рік)        | 1    | 1    | Банік (Острава)      |
| 6  | ЗХ   | Норберт Дьйомбер        | 3 липня 1992 (вік 31 рік)        | 39   | 0    | Салернітана          |
| 7  | НП   | Томаш Суслов            | 7 червня 2002 (вік 22 роки)      | 27   | 3    | Верона               |
| 8  | ПЗ   | Ондрей Дуда             | 5 грудня 1994 (вік 29 років)     | 71   | 13   | Верона               |
| 9  | НП   | Роберт Боженик          | 18 листопада 1999 (вік 24 роки)  | 39   | 6    | Боавішта (Порту)     |
| 10 | НП   | Любомир Тупта           | 27 березня 1998 (вік 26 років)   | 5    | 0    | Слован (Ліберець)    |
| 11 | ПЗ   | Ласло Бенеш             | 9 вересня 1997 (вік 26 років)    | 21   | 1    | Гамбург              |
| 12 | ВР   | Марек Родак             | 13 грудня 1996 (вік 27 років)    | 22   | 0    | Фулгем               |
| 13 | ПЗ   | Патрік Грошовський      | 22 квітня 1992 (вік 32 роки)     | 55   | 0    | Генк                 |
| 14 | ЗХ   | Мілан Шкриняр (капітан) | 11 лютого 1995 (вік 29 років)    | 67   | 3    | Парі Сен-Жермен      |
| 15 | ЗХ   | Вернон Де Марко         | 18 листопада 1992 (вік 31 рік)   | 9    | 1    | Хатта                |
| 16 | ЗХ   | Давід Ганцко            | 13 грудня 1997 (вік 26 років)    | 37   | 4    | Феєнорд              |
| 17 | НП   | Лукаш Гараслін          | 26 травня 1996 (вік 28 років)    | 35   | 6    | Спарта (Прага)       |
| 18 | НП   | Давид Стрелец           | 4 квітня 2001 (вік 23 роки)      | 18   | 3    | Слован (Братислава)  |
| 19 | ПЗ   | Юрай Куцка              | 26 лютого 1987 (вік 37 років)    | 106  | 13   | Слован (Братислава)  |
| 20 | НП   | Давид Дюриш             | 22 березня 1999 (вік 25 років)   | 12   | 1    | Асколі               |
| 21 | ПЗ   | Матуш Беро              | 6 вересня 1995 (вік 28 років)    | 29   | 1    | Бохум                |
| 22 | ПЗ   | Станіслав Лоботка       | 25 листопада 1994 (вік 29 років) | 54   | 4    | Наполі               |
| 23 | ВР   | Генріх Равас            | 16 серпня 1997 (вік 26 років)    | 0    | 0    | Нью-Інгленд Революшн |
| 24 | НП   | Лео Сауер               | 16 грудня 2005 (вік 18 років)    | 2    | 0    | Феєнорд              |
| 25 | ЗХ   | Себастьян Коша          | 13 вересня 2003 (вік 20 років)   | 1    | 0    | Спартак (Трнава)     |
| 26 | НП   | Іван Шранц              | 13 вересня 1993 (вік 30 років)   | 21   | 3    | Славія (Прага)       |

### Румунія
Головний тренер: Едвард Йорденєску
Збірна Румунії 24 травня 2024 року оголосила попередню заявку із 28 гравців. Остаточний склад було оголошено 7 червня, з нього були виключені Резван Сава та Константин Грамені.
| №  | Поз. | Гравець                  | Дата народження (вік)          | Ігри | Голи | Клуб                      |
| -- | ---- | ------------------------ | ------------------------------ | ---- | ---- | ------------------------- |
| 1  | ВР   | Флорін Ніце              | 3 липня 1987 (вік 36 років)    | 21   | 0    | Газіантеп                 |
| 2  | ЗХ   | Андрєй Раціу             | 20 червня 1998 (вік 25 років)  | 17   | 1    | Райо Вальєкано            |
| 3  | ЗХ   | Раду Дрегушін            | 3 лютого 2002 (вік 22 роки)    | 16   | 0    | Тоттенгем Готспур         |
| 4  | ЗХ   | Адріан Рус               | 18 березня 1996 (вік 28 років) | 20   | 1    | Пафос                     |
| 5  | ЗХ   | Йонуц Нєдєлчару          | 25 квітня 1996 (вік 28 років)  | 27   | 2    | Палермо                   |
| 6  | ПЗ   | Маріус Марін             | 30 серпня 1998 (вік 25 років)  | 17   | 0    | Піза                      |
| 7  | НП   | Дєніс Алібєк             | 5 січня 1991 (вік 33 роки)     | 37   | 5    | Аль-Муайдар               |
| 8  | ПЗ   | Александру Чікилдеу      | 8 липня 1997 (вік 26 років)    | 36   | 4    | Коньяспор                 |
| 9  | НП   | Георге Пушкаш            | 8 квітня 1996 (вік 28 років)   | 41   | 11   | Барі                      |
| 10 | ПЗ   | Яніс Хаджі               | 22 жовтня 1998 (вік 25 років)  | 34   | 5    | Депортіво Алавес          |
| 11 | ЗХ   | Нікушор Банку            | 18 вересня 1992 (вік 31 рік)   | 35   | 2    | КС Університатя (Крайова) |
| 12 | ВР   | Гораціу Молдован         | 20 січня 1998 (вік 26 років)   | 10   | 0    | Атлетіко (Мадрид)         |
| 13 | ПЗ   | Валентин Міхейле         | 2 лютого 2000 (вік 24 роки)    | 20   | 4    | Парма                     |
| 14 | ПЗ   | Даріус Олару             | 3 березня 1998 (вік 26 років)  | 17   | 0    | Стяуа                     |
| 15 | ЗХ   | Андрей Бурке             | 15 квітня 1993 (вік 31 рік)    | 27   | 1    | Аль-Ухдуд                 |
| 16 | ВР   | Штефан Тирновану         | 9 травня 2000 (вік 24 роки)    | 1    | 0    | Стяуа                     |
| 17 | ПЗ   | Флорінел Коман           | 10 квітня 1998 (вік 26 років)  | 14   | 1    | Стяуа                     |
| 18 | ПЗ   | Резван Марін             | 23 травня 1996 (вік 28 років)  | 55   | 3    | Емполі                    |
| 19 | НП   | Дєніс Дрегуш             | 6 липня 1999 (вік 24 роки)     | 10   | 2    | Газіантеп                 |
| 20 | ПЗ   | Денніс Ман               | 26 серпня 1998 (вік 25 років)  | 23   | 7    | Парма                     |
| 21 | ПЗ   | Ніколає Станчу (капітан) | 7 травня 1993 (вік 31 рік)     | 69   | 14   | Дамак                     |
| 22 | ЗХ   | Василе Могош             | 31 жовтня 1992 (вік 31 рік)    | 6    | 0    | ЧФР (Клуж-Напока)         |
| 23 | ПЗ   | Дєян Сорєску             | 29 серпня 1997 (вік 26 років)  | 16   | 0    | Газіантеп                 |
| 24 | ЗХ   | Богдан Раковіцан         | 6 червня 2000 (вік 24 роки)    | 1    | 0    | Ракув                     |
| 25 | НП   | Данієл Бирліджа          | 19 квітня 2000 (вік 24 роки)   | 2    | 0    | ЧФР (Клуж-Напока)         |
| 26 | ПЗ   | Адріан Шут               | 30 квітня 1999 (вік 25 років)  | 1    | 0    | Стяуа                     |

### Україна
Головний тренер: Сергій Ребров
Попередню заявку із 26 гравців було оголошено 16 травня 2024 року. Остаточну заявку оприлюднено 7 червня.
| №  | Поз. | Гравець                    | Дата народження (вік)            | Ігри | Голи | Клуб              |
| -- | ---- | -------------------------- | -------------------------------- | ---- | ---- | ----------------- |
| 1  | ВР   | Георгій Бущан              | 31 травня 1994 (вік 30 років)    | 17   | 0    | Динамо (Київ)     |
| 2  | ЗХ   | Юхим Конопля               | 26 серпня 1999 (вік 24 роки)     | 12   | 1    | Шахтар (Донецьк)  |
| 3  | ЗХ   | Олександр Сваток           | 27 вересня 1994 (вік 29 років)   | 5    | 0    | Дніпро-1          |
| 4  | ЗХ   | Максим Таловєров           | 28 червня 2000 (вік 23 роки)     | 2    | 0    | ЛАСК              |
| 5  | ПЗ   | Сергій Сидорчук            | 2 травня 1991 (вік 33 роки)      | 60   | 3    | Вестерло          |
| 6  | ПЗ   | Тарас Степаненко           | 8 серпня 1989 (вік 34 роки)      | 81   | 4    | Шахтар (Донецьк)  |
| 7  | НП   | Андрій Ярмоленко (капітан) | 23 жовтня 1989 (вік 34 роки)     | 116  | 46   | Динамо (Київ)     |
| 8  | ПЗ   | Руслан Маліновський        | 4 травня 1993 (вік 31 рік)       | 59   | 7    | Дженоа            |
| 9  | НП   | Роман Яремчук              | 27 листопада 1995 (вік 28 років) | 48   | 14   | Валенсія          |
| 10 | ПЗ   | Михайло Мудрик             | 5 січня 2001 (вік 23 роки)       | 18   | 2    | Челсі             |
| 11 | НП   | Артем Довбик               | 21 червня 1997 (вік 26 років)    | 25   | 8    | Жирона            |
| 12 | ВР   | Анатолій Трубін            | 1 серпня 2001 (вік 22 роки)      | 10   | 0    | Бенфіка           |
| 13 | ЗХ   | Ілля Забарний              | 1 вересня 2002 (вік 21 рік)      | 34   | 1    | Борнмут           |
| 14 | ПЗ   | Георгій Судаков            | 1 вересня 2002 (вік 21 рік)      | 14   | 1    | Шахтар (Донецьк)  |
| 15 | ПЗ   | Віктор Циганков            | 15 листопада 1997 (вік 26 років) | 51   | 12   | Жирона            |
| 16 | ЗХ   | Віталій Миколенко          | 29 травня 1999 (вік 25 років)    | 39   | 0    | Евертон           |
| 17 | ПЗ   | Олександр Зінченко         | 15 грудня 1996 (вік 27 років)    | 60   | 6    | Арсенал (Лондон)  |
| 18 | ПЗ   | Володимир Бражко           | 23 січня 2002 (вік 22 роки)      | 2    | 0    | Динамо (Київ)     |
| 19 | ПЗ   | Микола Шапаренко           | 4 жовтня 1998 (вік 25 років)     | 28   | 1    | Динамо (Київ)     |
| 20 | НП   | Олександр Зубков           | 3 серпня 1996 (вік 27 років)     | 30   | 2    | Шахтар (Донецьк)  |
| 21 | ЗХ   | Валерій Бондар             | 27 лютого 1999 (вік 25 років)    | 3    | 0    | Шахтар (Донецьк)  |
| 22 | ЗХ   | Микола Матвієнко           | 2 травня 1996 (вік 28 років)     | 63   | 0    | Шахтар (Донецьк)  |
| 23 | ВР   | Андрій Лунін               | 11 лютого 1999 (вік 25 років)    | 11   | 0    | Реал Мадрид       |
| 24 | ЗХ   | Олександр Тимчик           | 20 січня 1997 (вік 27 років)     | 15   | 1    | Динамо (Київ)     |
| 25 | НП   | Владислав Ванат            | 4 січня 2002 (вік 22 роки)       | 5    | 0    | Динамо (Київ)     |
| 26 | ЗХ   | Богдан Михайліченко        | 21 березня 1997 (вік 27 років)   | 7    | 0    | Полісся (Житомир) |

## Група F

### Туреччина
Головний тренер:  Вінченцо Монтелла
Збірна Туреччини оголосила попередню розширену заявку із 35 гравців 24 травня 2024 року.
7 червня було оприлюднено остаточну заявку із 26 гравців, до якої не увійшли Озан Кабак, Енес Унал, Абдулкадір Омюр, Дженк Озкаджар, Берат Ездемір, Огуз Айдин, Джан Узун і Доган Алемдар.
| №  | Поз. | Гравець                    | Дата народження (вік)            | Ігри | Голи | Клуб                 |
| -- | ---- | -------------------------- | -------------------------------- | ---- | ---- | -------------------- |
| 1  | ВР   | Мерт Гюнок                 | 1 березня 1989 (вік 35 років)    | 28   | 0    | Бешикташ             |
| 23 | ВР   | Угурджан Чакир             | 5 квітня 1996 (вік 28 років)     | 27   | 0    | Трабзонспор          |
| 12 | ВР   | Алтай Байиндир             | 14 квітня 1998 (вік 26 років)    | 8    | 0    | Манчестер Юнайтед    |
|    |      |                            |                                  |      |      |                      |
| 22 | ЗХ   | Каан Айхан                 | 10 листопада 1994 (вік 29 років) | 56   | 5    | Галатасарай          |
| 2  | ЗХ   | Зекі Челік                 | 17 лютого 1997 (вік 27 років)    | 44   | 2    | Рома                 |
| 3  | ЗХ   | Меріх Демірал              | 5 березня 1998 (вік 26 років)    | 42   | 2    | Аль-Аглі (Джидда)    |
| 18 | ЗХ   | Мерт Мюлдюр                | 3 квітня 1999 (вік 25 років)     | 22   | 1    | Фенербахче           |
| 20 | ЗХ   | Ферді Кадиоглу             | 7 жовтня 1999 (вік 24 роки)      | 15   | 1    | Фенербахче           |
| 14 | ЗХ   | Абдулкерім Бардакджи       | 7 вересня 1994 (вік 29 років)    | 6    | 1    | Галатасарай          |
| 4  | ЗХ   | Самет Акайдін              | 13 березня 1994 (вік 30 років)   | 5    | 0    | Панатінаїкос         |
| 13 | ЗХ   | Ахметджан Каплан           | 16 січня 2003 (вік 21 рік)       | 0    | 0    | Аякс (Амстердам)     |
|    |      |                            |                                  |      |      |                      |
| 10 | ПЗ   | Хакан Чалханоглу (капітан) | 8 лютого 1994 (вік 30 років)     | 84   | 18   | Інтернаціонале       |
| 5  | ПЗ   | Окай Йокушлу               | 9 березня 1994 (вік 30 років)    | 39   | 1    | Вест-Бромвіч Альбіон |
| 6  | ПЗ   | Оркун Кекчю                | 29 грудня 2000 (вік 23 роки)     | 26   | 2    | Бенфіка              |
| 15 | ПЗ   | Саліх Озджан               | 11 січня 1998 (вік 26 років)     | 17   | 0    | Боруссія (Дортмунд)  |
| 16 | ПЗ   | Ісмаїл Юксек               | 26 січня 1999 (вік 25 років)     | 14   | 1    | Фенербахче           |
| 8  | ПЗ   | Арда Гюлер                 | 25 лютого 2005 (вік 19 років)    | 6    | 1    | Реал Мадрид          |
|    |      |                            |                                  |      |      |                      |
| 9  | НП   | Дженк Тосун                | 7 червня 1991 (вік 33 роки)      | 50   | 20   | Бешикташ             |
| 11 | НП   | Юсуф Язиджи                | 29 січня 1997 (вік 27 років)     | 42   | 3    | Лілль                |
| 17 | НП   | Ірфан Кахведжі             | 15 липня 1995 (вік 28 років)     | 31   | 2    | Фенербахче           |
| 7  | НП   | Керем Актюркоглу           | 21 жовтня 1998 (вік 25 років)    | 28   | 5    | Галатасарай          |
| 21 | НП   | Бариш Йилмаз               | 23 травня 2000 (вік 24 роки)     | 13   | 1    | Галатасарай          |
| 25 | НП   | Юнус Акгюн                 | 7 липня 2000 (вік 23 роки)       | 9    | 2    | Лестер Сіті          |
| 19 | НП   | Кенан Їлдиз                | 4 травня 2005 (вік 19 років)     | 5    | 1    | Ювентус              |
| 24 | НП   | Семіх Киличсой             | 15 серпня 2005 (вік 18 років)    | 0    | 0    | Бешикташ             |

### Грузія
Головний тренер:  Віллі Саньоль
Збірна Грузії оголосила свою заявку із 26 гравців 22 травня 2024 року. За два дні, 24 травня, Джаба Канкава відмовився від місця у складі команди на турнір, і замість нього до заявки був доданий Габріель Сігуа.
| №  | Поз. | Гравець               | Дата народження (вік)           | Ігри | Голи | Клуб                      |
| -- | ---- | --------------------- | ------------------------------- | ---- | ---- | ------------------------- |
| 1  | ВР   | Гіоргі Лорія          | 27 січня 1986 (вік 38 років)    | 78   | 0    | Динамо (Тбілісі)          |
| 12 | ВР   | Гіоргі Мамардашвілі   | 29 вересня 2000 (вік 23 роки)   | 16   | 0    | Валенсія                  |
| 23 | ВР   | Лука Гугешашвілі      | 29 квітня 1999 (вік 25 років)   | 1    | 0    | Карабах (Агдам)           |
|    |      |                       |                                 |      |      |                           |
| 4  | ЗХ   | Гурам Кашія (капітан) | 4 липня 1987 (вік 36 років)     | 112  | 3    | Слован (Братислава)       |
| 2  | ЗХ   | Отар Какабадзе        | 27 червня 1995 (вік 28 років)   | 60   | 0    | Краковія                  |
| 5  | ЗХ   | Соломон Кверквелія    | 6 лютого 1992 (вік 32 роки)     | 58   | 0    | Аль-Ухдуд                 |
| 3  | ЗХ   | Лаша Двалі            | 14 травня 1995 (вік 29 років)   | 31   | 1    | АПОЕЛ                     |
| 24 | ЗХ   | Джемал Табідзе        | 18 березня 1996 (вік 28 років)  | 15   | 1    | Панетолікос               |
| 14 | ЗХ   | Лука Лочошвілі        | 29 травня 1998 (вік 26 років)   | 10   | 1    | Кремонезе                 |
| 13 | ЗХ   | Георгій Гочолейшвілі  | 14 лютого 2001 (вік 23 роки)    | 8    | 0    | Шахтар (Донецьк)          |
| 15 | ЗХ   | Гіоргі Гвелесіані     | 5 квітня 1991 (вік 33 роки)     | 0    | 0    | Персеполіс                |
|    |      |                       |                                 |      |      |                           |
| 16 | ПЗ   | Ніка Квеквескірі      | 29 травня 1992 (вік 32 роки)    | 59   | 0    | Лех (Познань)             |
| 17 | ПЗ   | Отар Кітеішвілі       | 26 березня 1996 (вік 28 років)  | 36   | 2    | Штурм (Грац)              |
| 18 | ПЗ   | Саба Лобжанідзе       | 18 грудня 1994 (вік 29 років)   | 36   | 3    | Атланта Юнайтед           |
| 9  | ПЗ   | Зуріко Давіташвілі    | 15 лютого 2001 (вік 23 роки)    | 34   | 6    | Бордо                     |
| 10 | ПЗ   | Гіоргі Чакветадзе     | 29 серпня 1999 (вік 24 роки)    | 24   | 8    | Вотфорд                   |
| 19 | ПЗ   | Леван Шенгелія        | 27 жовтня 1995 (вік 28 років)   | 16   | 1    | Панетолікос               |
| 21 | ПЗ   | Георгій Цітаішвілі    | 18 листопада 2000 (вік 23 роки) | 16   | 1    | Динамо (Батумі)           |
| 26 | ПЗ   | Анзор Меквабішвілі    | 5 червня 2001 (вік 23 роки)     | 13   | 0    | КС Університатя (Крайова) |
| 6  | ПЗ   | Гіоргі Кочорашвілі    | 19 червня 1999 (вік 24 роки)    | 7    | 0    | Леванте                   |
| 25 | ПЗ   | Сандро Алтунашвілі    | 19 травня 1997 (вік 27 років)   | 4    | 0    | Вольфсбергер              |
| 20 | ПЗ   | Габріель Сігуа        | 30 червня 2005 (вік 18 років)   | 2    | 0    | Базель                    |
|    |      |                       |                                 |      |      |                           |
| 11 | НП   | Гіоргі Квілітая       | 1 жовтня 1993 (вік 30 років)    | 37   | 6    | АПОЕЛ                     |
| 7  | НП   | Хвіча Кварацхелія     | 12 лютого 2001 (вік 23 роки)    | 29   | 15   | Наполі                    |
| 8  | НП   | Буду Зівзівадзе       | 10 березня 1994 (вік 30 років)  | 25   | 7    | Карлсруе                  |
| 22 | НП   | Жорж Мікаутадзе       | 31 жовтня 2000 (вік 23 роки)    | 24   | 9    | Мец                       |

### Португалія
Головний тренер:  Роберто Мартінес
Збірна Португалії оголосила свою заявку із 26 гравців 21 травня 2024 року. 3 червня 2024 року Отавіо був виключений із заявки через травму і був замінений на Матеуша Нуньєша.
| №  | Поз. | Гравець                     | Дата народження (вік)            | Ігри | Голи | Клуб                    |
| -- | ---- | --------------------------- | -------------------------------- | ---- | ---- | ----------------------- |
| 1  | ВР   | Руй Патрісіу                | 15 лютого 1988 (вік 36 років)    | 108  | 0    | Рома                    |
| 22 | ВР   | Діогу Кошта                 | 19 вересня 1999 (вік 24 роки)    | 20   | 0    | Порту                   |
| 12 | ВР   | Жозе Са                     | 17 січня 1993 (вік 31 рік)       | 1    | 0    | Вулвергемптон Вондерерз |
|    |      |                             |                                  |      |      |                         |
| 3  | ЗХ   | Пепе                        | 26 лютого 1983 (вік 41 рік)      | 136  | 8    | Порту                   |
| 13 | ЗХ   | Данілу Перейра              | 9 вересня 1991 (вік 32 роки)     | 71   | 2    | Парі Сен-Жермен         |
| 4  | ЗХ   | Рубен Діаш                  | 14 травня 1997 (вік 27 років)    | 54   | 2    | Манчестер Сіті          |
| 20 | ЗХ   | Жуан Канселу                | 27 травня 1994 (вік 30 років)    | 51   | 10   | Барселона               |
| 2  | ЗХ   | Нелсон Семеду               | 16 листопада 1993 (вік 30 років) | 28   | 0    | Вулвергемптон Вондерерз |
| 19 | ЗХ   | Нуну Мендіш                 | 19 червня 2002 (вік 21 рік)      | 20   | 0    | Парі Сен-Жермен         |
| 5  | ЗХ   | Діогу Дало                  | 18 березня 1999 (вік 25 років)   | 17   | 2    | Манчестер Юнайтед       |
| 24 | ЗХ   | Антоніу Сілва               | 30 жовтня 2003 (вік 20 років)    | 9    | 0    | Бенфіка                 |
| 14 | ЗХ   | Гонсалу Інасіу              | 25 серпня 2001 (вік 22 роки)     | 6    | 2    | Спортінг (Лісабон)      |
|    |      |                             |                                  |      |      |                         |
| 8  | ПЗ   | Бруну Фернандіш             | 8 вересня 1994 (вік 29 років)    | 64   | 20   | Манчестер Юнайтед       |
| 18 | ПЗ   | Рубен Невіш                 | 13 березня 1997 (вік 27 років)   | 46   | 0    | Аль-Гіляль (Ер-Ріяд)    |
| 6  | ПЗ   | Жуан Пальїнья               | 9 липня 1995 (вік 28 років)      | 25   | 2    | Фулгем                  |
| 16 | ПЗ   | Матеуш Нуньєш               | 27 серпня 1998 (вік 25 років)    | 12   | 2    | Манчестер Сіті          |
| 23 | ПЗ   | Вітінья                     | 13 лютого 2000 (вік 24 роки)     | 15   | 0    | Парі Сен-Жермен         |
| 15 | ПЗ   | Жуан Невіш                  | 27 вересня 2004 (вік 19 років)   | 5    | 0    | Бенфіка                 |
|    |      |                             |                                  |      |      |                         |
| 7  | НП   | Кріштіану Роналду (капітан) | 5 лютого 1985 (вік 39 років)     | 206  | 128  | Ан-Наср (Ер-Ріяд)       |
| 10 | НП   | Бернарду Сілва              | 10 серпня 1994 (вік 29 років)    | 88   | 11   | Манчестер Сіті          |
| 11 | НП   | Жуан Фелікс                 | 10 листопада 1999 (вік 24 роки)  | 37   | 7    | Барселона               |
| 21 | НП   | Діогу Жота                  | 4 грудня 1996 (вік 27 років)     | 36   | 12   | Ліверпуль               |
| 17 | НП   | Рафаел Леао                 | 10 червня 1999 (вік 25 років)    | 24   | 4    | Мілан                   |
| 9  | НП   | Гонсалу Рамуш               | 20 червня 2001 (вік 22 роки)     | 11   | 8    | Парі Сен-Жермен         |
| 25 | НП   | Педру Нету                  | 9 березня 2000 (вік 24 роки)     | 5    | 1    | Вулвергемптон Вондерерз |
| 26 | НП   | Франсішку Консейсан         | 14 грудня 2002 (вік 21 рік)      | 1    | 0    | Порту                   |

### Чехія
Головний тренер: Іван Гашек
Збірна Чехії оголосила свою остаточну заявку із 26 гравців 28 травня 2024 року.
| №  | Поз. | Гравець                | Дата народження (вік)          | Ігри | Голи | Клуб               |
| -- | ---- | ---------------------- | ------------------------------ | ---- | ---- | ------------------ |
| 1  | ВР   | Їндржих Станек         | 27 квітня 1996 (вік 28 років)  | 9    | 0    | Славія (Прага)     |
| 16 | ВР   | Матей Коварж           | 17 травня 2000 (вік 24 роки)   | 1    | 0    | Баєр 04            |
| 23 | ВР   | Вітезслав Ярош         | 23 липня 2001 (вік 22 роки)    | 0    | 0    | Штурм (Грац)       |
|    |      |                        |                                |      |      |                    |
| 5  | ЗХ   | Владімір Цоуфал        | 22 серпня 1992 (вік 31 рік)    | 40   | 1    | Вест Гем Юнайтед   |
| 3  | ЗХ   | Томаш Голеш            | 31 березня 1993 (вік 31 рік)   | 27   | 2    | Славія (Прага)     |
| 2  | ЗХ   | Давид Зима             | 8 листопада 2000 (вік 23 роки) | 20   | 1    | Славія (Прага)     |
| 18 | ЗХ   | Ладислав Крейчий       | 20 квітня 1999 (вік 25 років)  | 9    | 3    | Спарта (Прага)     |
| 12 | ЗХ   | Давид Доудєра          | 31 травня 1998 (вік 26 років)  | 8    | 1    | Славія (Прага)     |
| 15 | ЗХ   | Давід Юрасек           | 7 серпня 2000 (вік 23 роки)    | 7    | 0    | Гоффенгайм 1899    |
| 6  | ЗХ   | Мартін Вітік           | 21 січня 2003 (вік 21 рік)     | 1    | 0    | Спарта (Прага)     |
| 4  | ЗХ   | Робін Гранач           | 29 січня 2000 (вік 24 роки)    | 1    | 0    | Вікторія (Пльзень) |
| 24 | ЗХ   | Томаш Влчек            | 28 лютого 2001 (вік 23 роки)   | 1    | 0    | Славія (Прага)     |
|    |      |                        |                                |      |      |                    |
| 22 | ПЗ   | Томаш Соучек (капітан) | 27 лютого 1995 (вік 29 років)  | 68   | 12   | Вест Гем Юнайтед   |
| 7  | ПЗ   | Антонін Барак          | 3 грудня 1994 (вік 29 років)   | 39   | 9    | Фіорентіна         |
| 8  | ПЗ   | Міхал Саділек          | 31 травня 1999 (вік 25 років)  | 23   | 1    | Твенте             |
| 14 | ПЗ   | Лукаш Провод           | 23 жовтня 1996 (вік 27 років)  | 18   | 2    | Славія (Прага)     |
| 20 | ПЗ   | Ондржей Лінгр          | 7 жовтня 1998 (вік 25 років)   | 13   | 0    | Феєнорд            |
| 25 | ПЗ   | Павел Шульц            | 29 грудня 2000 (вік 23 роки)   | 1    | 0    | Вікторія (Пльзень) |
| 26 | ПЗ   | Матей Юрасек           | 30 серпня 2003 (вік 20 років)  | 1    | 0    | Славія (Прага)     |
| 21 | ПЗ   | Лукаш Черв             | 10 квітня 2001 (вік 23 роки)   | 0    | 0    | Вікторія (Пльзень) |
|    |      |                        |                                |      |      |                    |
| 10 | НП   | Патрік Шик             | 24 січня 1996 (вік 28 років)   | 37   | 18   | Баєр 04            |
| 9  | НП   | Адам Гложек            | 25 липня 2002 (вік 21 рік)     | 31   | 2    | Баєр 04            |
| 11 | НП   | Ян Кухта               | 8 січня 1997 (вік 27 років)    | 20   | 2    | Спарта (Прага)     |
| 17 | ПЗ   | Вацлав Черний          | 17 жовтня 1997 (вік 26 років)  | 15   | 1    | Вольфсбург         |
| 13 | НП   | Моймир Хитіл           | 29 квітня 1999 (вік 25 років)  | 12   | 4    | Славія (Прага)     |
| 19 | НП   | Томаш Хорий            | 26 січня 1995 (вік 29 років)   | 3    | 2    | Вікторія (Пльзень) |

## Статистика

### Вік

#### Польові гравці
- Найстарший:  Пепе (41 рік, 109 днів)
- Наймолодший:  Ламін Ямаль (16 років, 337 днів)

#### Воротарі
- Найстарший:  Гіоргі Лорія (38 років, 139 днів)
- Наймолодший:  Барт Вербрюгген (21 рік, 301 день)

#### Капітани
- Найстарший:  Кріштіану Роналду (39 років, 130 днів)
- Наймолодший:  Домінік Собослаї (23 роки, 233 дні)

#### Тренери
- Найстарший:  Ральф Рангнік (65 років, 351 день)
- Наймолодший:  Юліан Нагельсманн (36 років, 327 днів)

### Матчі за збірну
- Серед учасників турніру 30 гравців, які на момент його початку мали в активі 100 і більше матчів за свою національну команду:
  - 206 ігор –  Кріштіану Роналду
  - 175 ігор –  Лука Модрич
  - 154 гри –  Ян Вертонген
  - 149 ігор –  Роберт Левандовський
  - 136 ігор –  Пепе
  - 133 гри –  Олів'є Жіру
  - 132 гри –  Аксель Вітсель та  Сімон К'єр
  - 131 гра –  Іван Перишич
  - 130 ігор –  Крістіан Еріксен
  - 129 ігор –  Томас Мюллер та  Антуан Грізманн
  - 127 ігор –  Петер Пекарик
  - 125 ігор –  Граніт Джака
  - 123 гри –  Джердан Шачірі
  - 119 ігор –  Мануель Ноєр
  - 118 ігор –  Андрій Ярмоленко
  - 115 ігор –  Ромелу Лукаку та  Рікардо Родрігес
  - 113 ігор –  Гурам Кашія
  - 112 ігор –  Марко Арнаутович
  - 109 ігор –  Тоні Кроос
  - 108 ігор –  Руй Патрісіу
  - 107 ігор –  Дейлі Блінд та  Юрай Куцка
  - 106 ігор –  Душан Тадич
  - 105 ігор –  Домагой Віда
  - 101 гра –  Кевін Де Брейне,  Матео Ковачич та  Каспер Шмейхель

### Представництво гравців за чемпіонатом
Збірні країн, чиї ліги позначені жирним, беруть участь у турнірі. Курсивом позначені чемпіонати країн з-поза меж Європи.
| Країна            | Гравців | Відсоток | Гравців іноземних збірних | Гравців клубів 2+ дивізіонів |
| ----------------- | ------- | -------- | ------------------------- | ---------------------------- |
| Англія            | 114     | 18.36%   | 90                        | 19                           |
| Італія            | 104     | 16.75%   | 81                        | 13                           |
| Німеччина         | 80      | 12.88%   | 60                        | 5                            |
| Іспанія           | 57      | 9.18%    | 38                        | 1                            |
| Франція           | 31      | 4.99%    | 23                        | 3                            |
| Туреччина         | 25      | 4.03%    | 13                        | 0                            |
| Чехія             | 21      | 3.38%    | 6                         | 0                            |
| Австрія           | 16      | 2.58%    | 9                         | 0                            |
| Нідерланди        | 15      | 2.42%    | 9                         | 0                            |
| Україна           | 15      | 2.42%    | 1                         | 0                            |
| Саудівська Аравія | 14      | 2.25%    | 14                        | 0                            |
| Бельгія           | 12      | 1.93%    | 9                         | 0                            |
| Греція            | 12      | 1.93%    | 12                        | 0                            |
| Португалія        | 12      | 1.93%    | 6                         | 0                            |
| Румунія           | 10      | 1.61%    | 3                         | 0                            |
| Угорщина          | 9       | 1.45%    | 0                         | 0                            |
| Хорватія          | 8       | 1.29%    | 2                         | 0                            |
| Польща            | 8       | 1.29%    | 5                         | 0                            |
| Шотландія         | 8       | 1.29%    | 0                         | 0                            |
| США               | 7       | 1.13%    | 7                         | 0                            |
| Кіпр              | 6       | 0.97%    | 6                         | 0                            |
| Швейцарія         | 6       | 0.97%    | 4                         | 0                            |
| Словаччини        | 5       | 0.81%    | 2                         | 0                            |
| Данія             | 4       | 0.64%    | 4                         | 0                            |
| Росія             | 4       | 0.64%    | 4                         | 0                            |
| Сербія            | 3       | 0.48%    | 0                         | 0                            |
| Словенія          | 3       | 0.48%    | 0                         | 0                            |
| Болгарія          | 2       | 0.32%    | 2                         | 0                            |
| Грузія            | 2       | 0.32%    | 0                         | 0                            |
| Південна Корея    | 2       | 0.32%    | 2                         | 0                            |
| ОАЕ               | 2       | 0.32%    | 2                         | 0                            |
| Азербайджан       | 1       | 0.16%    | 1                         | 0                            |
| Іран              | 1       | 0.16%    | 1                         | 0                            |
| Норвегія          | 1       | 0.16%    | 1                         | 0                            |
| Катар             | 1       | 0.16%    | 1                         | 0                            |
| Разом             | 621     | 100%     | 418 (67.31%)              | 41 (6.60%)                   |

### Представництво гравців за клубом
| Гравці | Клуби                                      |
| ------ | ------------------------------------------ |
| 13     | Манчестер Сіті Інтернаціонале              |
| 12     | Барселона Реал Мадрид Парі Сен-Жермен      |
| 11     | Баварія (Мюнхен) РБ Лейпциг                |
| 10     | Арсенал (Лондон) Баєр 04                   |
| 9      | Ліверпуль Рома Ювентус Славія (Прага)      |
| 8      | Манчестер Юнайтед Болонья Мілан Вольфсбург |

| Гравці | Клуби |
| ------ | --- |
| 7      | Брентфорд Атлетіко (Мадрид) Феєнорд Фенербахче Шахтар (Донецьк) |
| 6      | Андерлехт Боруссія (Дортмунд) Гоффенгайм 1899 Реал Сосьєдад Наполі Торіно Динамо (Київ) Спарта (Прага) |
| 5      | Штурм (Грац) Брайтон енд Гоув Альбіон Крістал Пелес Фулгем Челсі Панатінаїкос Аталанта Емполі Верона Аякс (Амстердам) Штутгарт Бенфіка |
| 4      | Рапід (Відень) Ред Булл (Зальцбург) Астон Вілла Вест Гем Юнайтед Лестер Сіті Ньюкасл Юнайтед Тоттенгем Готспур АЕК (Афіни) Фрайбург Стяуа Бешикташ Галатасарай Вікторія (Пльзень) Селтік |
| 3      | Борнмут Вулвергемптон Вондерерз Евертон Норвіч Сіті Саутгемптон Брюгге Атлетік (Більбао) Жирона Севілья Лечче Парма Сассуоло Удінезе АПОЕЛ ПСВ Уніон (Берлін) Лех (Познань) Порту ЧФР (Клуж-Напока) Аль-Гіляль (Ер-Ріяд) Ан-Наср (Ер-Ріяд) Слован (Братислава) Газіантеп Ференцварош Ланс Монако Ренн Динамо (Загреб) Рієка |
| 2      | Бернлі Бристоль Сіті Вест-Бромвіч Альбіон Вотфорд Лудогорець Панетолікос Копенгаген Валенсія Райо Вальєкано Фіорентіна Дженоа Лаціо Піза Пафос Боруссія (Менхенгладбах) Вердер Герта (Берлін) Майнц 05 Спортінг (Лісабон) КС Університатя (Крайова) Аль-Іттіфак Аль-Ухдуд Црвена Звезда Спартак (Трнава) Атланта Юнайтед Трабзонспор Бордо Хайдук (Спліт) Лугано Гарт оф Мідлотіан |
| 1      | Вольфсбергер Гартберг ЛАСК Карабах (Агдам) Лідс Юнайтед Лутон Таун Ноттінгем Форест Сандерленд Вестерло Генк Юніон Сент-Жилуаз ПАОК Динамо (Батумі) Динамо (Тбілісі) Бреннбю Вайле Персеполіс Вільярреал Депортіво Алавес Леванте Мальорка Осасуна Реал Бетіс Хетафе Асколі Барі Зюдтіроль Кальярі Кремонезе Палермо Салернітана Сампдорія Спеція Читтаделла Аль-Муайдар Омонія Айнтрахт Аугсбург Бохум Гамбург Дармштадт 98 Кайзерслаутерн Карлсруе Кельн Буде-Глімт Баніяс Хатта Кванджу Ульсан Хьонде Гурник (Забже) Краковія Погонь (Щецин) Ракув Ягеллонія (Білосток) Боавішта Фамалікан Волунтарі Локомотив (Москва) Рубін (Казань) Сочі Спартак (Москва) Аль-Аглі (Джидда) Аль-Іттіхад (Джидда) Аш-Шабаб (Ер-Ріяд) Дамак ТСЦ Марибор Олімпія (Любляна) Целє Нью-Інгленд Революшн Нью-Йорк Ред Буллз Орландо Сіті Чикаго Файр Філадельфія Юніон Аланіяспор Антальяспор Істанбул Башакшехір Коньяспор Сівасспор Академія Пушкаша Кечкемет МТК (Будапешт) Пакш Фегервар Уйпешт Дніпро-1 Полісся (Житомир) Гавр Лілль Лор'ян Мец Ніцца Олімпік (Ліон) Олімпік (Марсель) Тулуза Банік (Острава) Слован (Ліберець) Базель Грассгоппер Люцерн Серветт Мотервелл Рейнджерс |

### Тренери за громадянством
Жирним позначені тренери, що очолюють команду своєї країни.
| Кількість | Країна     | Тренери |
| --------- | ---------- | --- |
| 5         | Італія     | Франческо Кальцона (Словаччина), Вінченцо Монтелла (Туреччина), Марко Россі (Угорщина), Лучано Спаллетті, Доменіко Тедеско (Бельгія) |
| 2         | Іспанія    | Луїс де ла Фуенте, Роберто Мартінес (Португалія)                                                                                     |
| 2         | Німеччина  | Юліан Нагельсманн, Ральф Рангнік (Австрія)                                                                                           |
| 2         | Франція    | Дідьє Дешам, Віллі Саньоль (Грузія)                                                                                                  |
| 1         | Англія     | Гарет Саутгейт |
| 1         | Бразилія   | Сілвіньйо (Албанія) |
| 1         | Данія      | Каспер Юльманн |
| 1         | Нідерланди | Роналд Куман |
| 1         | Польща     | Міхал Пробеж |
| 1         | Румунія    | Едвард Йорденєску |
| 1         | Сербія     | Драган Стойкович |
| 1         | Словенія   | Матяж Кек |
| 1         | Україна    | Сергій Ребров |
| 1         | Хорватія   | Златко Далич |
| 1         | Чехія      | Іван Гашек |
| 1         | Швейцарія  | Мурат Якін |
| 1         | Шотландія  | Стів Кларк |